# 烏龍派出所角色列表
烏龍派出所角色列表，列出日本漫畫作品《烏龍派出所》中的登場角色。

## 葛飾區龜有公園前派出所
兩津勘吉（盜版時的舊譯：李兩光）
聲優：拉沙爾石井／田中真弓〈少年・初登場〉（日本）；林協忠／郭馨雅〈少年・初登場〉（台灣）；葉偉麟（香港）
演員：香取慎吾／今井悠貴〈少年時代〉（台灣：林協忠／林凱羚〈少年〉）
本作主角，生日3月3日，雙魚座，身高167cm，體重71kg，血型B型。
葛飾署警員（巡查長），任職於葛飾區龜有公園前派出所。外貌特徵為平頭、大眼睛、M型特濃一線眉、體毛多，體格堪稱龜有原始人。總是將警察制服當成便服穿並把袖子捲起且並不戴警帽，一年四季都穿由派出所所長大原大次郎買給他的木屐。在警界內是一個問題份子，但是被其他署的年輕警察們崇拜，寫悔過書的數量與開槍次數是日本警察界第一，在日本警察界也算得上是一位「知名人物」。主要剋星是上司大原大次郎；其次為夏春都，甚至可以說在日本警察界中只有大原所長才治得了他。
出生於東京都台東區淺草，千束高中畢業後，讀警校成為警察，之後任職於龜有公園前派出所。在剛入行的時候曾經當過一段時間的刑事警察，但後來因為南部刑警之死而重新回到公園前派出所。曾經二度加入特殊刑事組，分別為咕咕鴿刑警（阿兩是坐騎）和透明刑警。在擬寶珠家庭登場後經常到超神田壽司兼差，漫畫版後期甚至還成為了超神田的正式員工並從笑咪咪宿舍搬到超神田居住。
性格十分感性，正義感強烈，也相當張狂，好勝心強，可說是鬼神莫懼，雖然有時只顧自己，身邊的人通常都會跟他陷下去。但對於需要幫助或覺得看不過去的人，都會給予非常熱心的協助。也時常在其他警官無法解決問題時大顯身手，使得事情圓滿落幕。雖看似對家人絲毫不關心，但在家人遇到麻煩時還是會想方設法幫家人脫離麻煩。此外精通許多電玩各式古早童玩，意外的是龜有的孩子王，所以與小孩很好親近，很受小孩歡迎。亦擅長和動物交流溝通並結為好友。甚至還對鱷魚嘴巴跟鯊魚嘴巴放屁。
嗜錢如命，總是想一步登天賺大錢，甚至可以為了錢而出賣靈魂。但理財觀念與心態十分惡劣，即便偶有機會用自己的小錢發了大財，也都能在慾望的驅使下，因各種無序的豪賭與投資而被打回原形。且還有一種「錢在我手上就能錢滾錢」的投機幻想，不論是別人託給他保管的錢、甚至是公費旅遊金，凡有受人託付的大筆金額，就大多用在賽馬等賭博活動、妄想能翻倍賺價差，結果都毫無例外的輸得血本無歸，之後只好拼死拼活的設法瞞混過關。
中川圭一（盜版時的舊譯：林士雄）
聲優：宮本充／菊池心〈少年・初登場〉（日本）；黃天佑／郭馨雅〈少年・初登場〉（台灣）；袁德基（香港）
演員：速水茂虎道（台灣：黃天佑）
生日12月24日，身高179→185cm，體重63→65kg，血型O型。
葛飾署警員（巡查），任職於葛飾區龜有公園前派出所。制服起初未經允許便和一般警察不同，後已獲允許。才貌兼備，廣受女生歡迎，其陸海空駕駛技術和槍法一流，且精通各國語言。由於從小就非常崇拜警察的關係，所以才會選擇當警察。曾擔任霹靂小組成員。
是企業集團之首中川集團社長中川龍一郎的兒子，一生中只與父親見面三次，動畫修改為五次（某些集數有見到），有一個妹妹。後來兼任代理社長，集團總資產高達四百兆左右，在全球有極具影響力。擁有五千多輛高級跑車，其中法拉利最為常駕駛，在漫畫裡甚至有以緊急任務為由而駕車不受速限規範的豁免權。
出生於東京都，但在美國紐約市長大。七歲時就已經完成高中課程，後回日本讀大學，之後由於從小就非常崇拜警察的關係，畢業後進入警察學校，當上警察後被分配到龜有公園前派出所任職。而一方面執行警察的勤務，後來兼任中川集團統括會社「中川エクスクルーシブ」社長。
非常尊敬兩津勘吉（若沒有太過份的話），並稱之為「前輩」，也是相當遠的遠親（十二等親的旁系姻親）。與秋本麗子為好友，時常一同出席社交場合，但兩人關係僅止於好友，並未向上發展。
在漫畫早期的中川是個性格很小氣的青年，且脾氣跟兩津差不多，不只會隨便開槍，很在乎錢甚至坐計程車也會賒帳，到日版第50卷以後性格已修改。
秋本·卡多麗奴·麗子（盜版時的舊譯：吳莉莉）
聲優：森尾由美（日本）；林美秀（台灣）；莊巧兒（香港）
演員：香里奈（台灣：林美秀）
生日7月7日，巨蟹座，身高177，體重46kg，血型O型，三圍B95.3/W59.0/H90.0（F罩杯）。
葛飾署警員（巡查），學歷聖波利亞大學的洛桑分校大學上品大學任職於葛飾區龜有公園前派出所。服經允許後便和一般警察不同。出生於兵庫縣神戶市，日法混血兒，身材和文化素養極好，不論是繪畫、音樂、茶道、精緻料理（以西食為限）皆有大師級水準，其駕駛技術和槍法同與中川為一流，連處理事情的手段也是。配槍為瓦爾特PPK自動手槍。金髮巨乳美女。愛車是粉紅色的保時捷959。
秋本貿易社長秋本飛飛丸的女兒，母親是著名的法國流行設計師，母親在漫畫中是在歐洲頂尖能與中川集團並立的集團社長，未曾謀面的奶奶是法國人，有一個妹妹，父母兩人集團總資產多達數百兆元(在漫畫中甚至超過中川集團的規模及收入），家世在派出所內僅次於中川(然而相較於中川，麗子顯然較少插手家中事業）。獨居於豪華公寓中，家中飼養一隻狗，台灣動畫譯做塞阿拉，在原自家大宅有已服侍多年的管家平山周吉。
少數對兩津有表示喜歡或好感的女性角色，於動畫中多次對阿兩表示出喜歡的意象，漫畫則是有明確表示喜歡阿兩，常常跟兩津打打鬧鬧，有機會也會惡整兩津。有一度曾經在繪崎的怪異發明下跟阿兩調換身體，然後在時效已過之下陰錯陽差地躲過了國外詐欺犯的詭計。
在漫畫早期的麗子是個性格任性的年輕女孩，且開車技術非常差，到日版第50卷後以及動畫性格已修改，變得比較淑女識大體內斂而大方體貼。
大原大次郎（盜版時的舊譯：局長）
聲優：菱谷紘二〈第1－15集〉→佐山陽規〈第16集－至今〉（日本）；梁興昌（台灣）；黃志成（香港）
演員：伊武雅刀（台灣：梁興昌）
生日6月19日（10月15日、6月19日、4月14日等），身高162cm，體重68kg，血型不詳。
葛飾署警員（巡查部長），任職於葛飾區龜有公園前派出所，擔任所長。任職警察已有30多年經歷，曾經被兩津欺騙加入特殊刑事組，成為兜襠布刑警。其父曾是東京大學的教授，有一兄，婚後有一女廣美和外孫大介、外孫女小櫻。目前住在千葉縣時空原大字度田舍（虛構地區，早期設定為千葉縣市川市），通勤時間兩個半小時，亦非常顧家。
性格較為保守且不服輸愛面子，有著難以適應科技的弱點，興趣有盆景、將棋、釣魚、茶道、時代劇、飼養錦鯉等，而吟詩是大次郎的最愛，但吟詩猶如殺豬，不僅往往把聽到的觀眾給嚇到虛脫，甚至因此驚動全鎮及造成窗戶破裂和房屋倒塌、融化，至於棋藝跟劍道，稱得上是葛飾署的王牌。
自從兩津勘吉被分配到公園前派出所，與之已結下一世孽緣，但基於對下屬的關心和愛護，對阿兩愛的教育會一天比一天嚴格，但卻還老是給他捅婁子，且據說要不是人生當中有阿兩的存在，他很可能早已當上署長（其階級為警視正），但由於對於現今科技用品的不了解，在不少事仍是拜託兩津幫忙，與兩津可說是亦敵亦友的上司下屬關係，偶爾會被兩津勘吉叫成大原二次郎。
寺井洋一／丸井YOUNG館（Terai Yōichi / Marui Yangukan，盜版時的舊譯：吳平）
聲優：茶風林〈第1－98集〉→林家正藏〈第99集－至今〉（日本）；黃天佑（台灣）；陳偉權（香港）
生日是5月5日/3月2日，身高162→166cm，體重65→80kg，血型A型。
葛飾署警員（巡查），任職於葛飾區龜有公園前派出所。以「過著平凡的人生」為目標，卻平凡到甚至十多年都沒逮捕到犯人過，但在習慣性地毯式搜索的情況下，終於逮到首個犯人，還因此與犯人拍大頭貼、給犯人簽名留念。出生於北海道根室市納沙布。已婚育有兩子健治（兄）和康治（弟），一家四口皆佩戴眼鏡。曾經為自己的住家到派出所的通勤時間而煩惱（通勤時間三個半小時），多次向兩津尋求協助找個新房子。
在漫畫版登場頻率非常少，在動畫版登場頻率變高，於日版漫畫第170卷第2話被兩津勘吉從寺井洋一硬改名成丸井YOUNG館。
日暮熟睡男（Higurashi Neruo）
聲優：牛山茂〈第7－125集〉→今井敦〈第126集－至今〉（日本）；梁興昌（台灣）；何偉誠（香港）
演員：宮藤官九郎（台灣：陳幼文）
生日2月29日，身高165cm，體重48kg。
葛飾署警員（巡查），任職於葛飾區龜有公園前派出所（動畫版）；葛飾署超能力課（漫畫版）。是一名超能力者，擁有透視、預知、瞬間移動、拍念力照片等超能力，能解決各種懸案，是作品中能力最強的警官，所以才沒有被葛飾署炒魷魚。原樣為光頭、體型肥胖，但因沉睡四年不吃不喝而營養不良導致體型逐年消瘦，所以在沉睡四年之前必須先吃炸蝦蓋飯10人份、鰻魚蓋飯10人份、燒肉20人份，食量驚人。
由於使用超能力後會非常疲勞，因此睡眠時間就從二十小時演變成一月只醒三次，到最後演變成現今的四年只醒一次，而因醒來的年份恰與奧運會吻合，故外號為「奧運男」，若沒睡滿四年就吵醒他或睡超過四年會有可怕的後果，倘若讓日暮處於暴動狀態下，一兩棟高樓大廈輕而易舉被他完全摧毀掉，能與之抗衡的只有同樣具超能力的雙胞胎弟弟起男。
對女性敏感，所以發生暴動時必須要由完全的女性出面「鎮壓」才會回覆熟睡狀態。此外還有怕火的弱點，在2004年的雅典奧運時因為看到火而意外學會瞬間移動（動畫版則是因被認錯成目暮一郎差點遭火葬），最後移動到火星上，並同時學會可以在外太空呼吸的超能力。
麻里愛（Asato Ai）
聲優：麻生香穗里（日本）；郭馨雅（台灣）；魏惠娥（香港）
生日4月14日/5月5日，身高175→180cm，體重53→59kg，血型O型，三圍93.5/58.0/88.0（G罩杯）。
葛飾署警員（巡查），任職於葛飾區龜有公園前派出所的警員（漫畫版）；葛飾署交通課警員（動畫版），階級為巡查。外號「瑪麗亞」（本名同音），過去出道時以「麻里籠二」為藝名，是五十連勝的格鬥冠軍，名副其實的“不敗冠軍”，必殺絕技是「空中膝蓋飛踢腳」。因愛上教練岩鐵岩男，下定決心要成為其妻而多次整容，成為跨性別者，心理是女人、身體仍是男人。後來遇見兩津勘吉，因為兩津長得很像岩鐵岩男，故對其一見鍾情。想要與兩津結婚，但阿兩知道其為男性後就沒有結果。很會吃醋，常擔心阿兩會喜歡上其他女生。
在台版漫畫版61卷（日版111卷）經由花山理香的魔法，成為完全的女性（依照她雙胞胎妹妹麻里凜的身體複製出來）。
戶塚金次（盜版時的舊譯：榮一）
聲優：竹本英史（日本）；陳幼文（台灣）
葛飾署警員（巡查），任職於葛飾區龜有公園前派出所。臉上有一疤痕，身體上半有著大面刺青，與兩津勘吉性格接近的不良警員，原卡車駕駛員，其駕駛技術可與中川比拚。個性較為強悍剛烈，與阿兩是患難兄弟。
在漫畫版早期中是主要角色，在動畫版第298集的回憶部份短暫登場，因為與兩津個性相近的原因，在日版漫畫50卷以後登場頻率極少，曾被日本讀者票選為希望再度出現的角色第一名。

## 警察相關

### 葛飾署

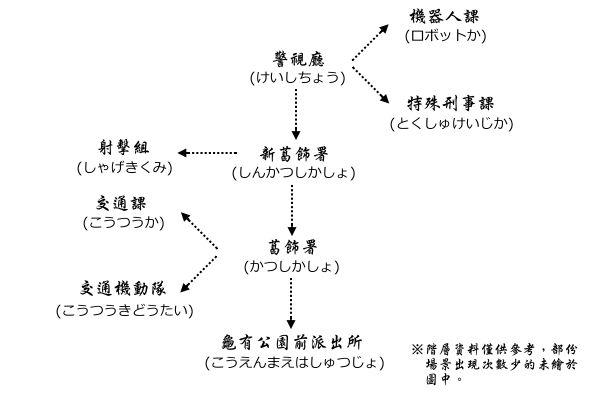
動畫版的層屬階級關係

#### 高層幹部
屯田五目須／龜森鶴吉（Tonda Gomesu／Kamemori Tsuruki）
聲：江角英明〈第25－310集〉→西村仁〈第313集－至今〉（日本）；黃天佑（台灣）
生日6月17日，身高165cm，體重70kg。
葛飾署署長，階級為警視正。是兩津平常能接觸到的最高長官，因為兩津的關係出過不少糗，或收拾兩津惹的禍等，擁有兩津所有的悔過書。與大原所長有深厚的交情，住在葛飾區柴又，常被孫子們騎到頭上的濫好爺爺。有雨男的體質，因為有時候他決定活動在哪天，哪天就會下雨。曾改名過，原名字為龜森鶴吉。

#### 交通機動隊
本田速人（Honda Hayato）
聲：家中宏（日本）；黃天佑（台灣）；盧傑（香港）
演：內村光良（台灣：黃天佑）
生日2月29日/9月24日，身高175cm（動畫版為174cm），體重40kg（動畫版為41kg），血型AB型。
葛飾署交通課白摩托車隊的總教官，階級為巡査，亦是兩津勘吉的學弟。平時是個非常害羞的人，而且很怕狗，最喜歡吃的食物是梅子（被詛咒的梅子壺），自稱，不過當騎上摩托車時就會性格大變，成為硬漢，自稱，而只有兩輪著地的交通工具（甚至感覺像是機車龍頭、兩輪物的東西）也行。過去曾經是勢力足以撼動整個日本暴走族的「關東男子連合」之總長。平常稱兩津勘吉為或前輩（動畫版統一為學長），性格大變時稱兩津勘吉為兩津老大。
興趣是摩托車及少女漫畫，且也很會做菜，曾經在白色摩托車競賽會中獲得全國優勝。動畫版住在微笑宿舍，漫畫版則住在東京都北區，家在南千住（東京都荒川區），開著一家摩托車店「本田輪業」。
已經失戀過183次，在此只記載漫畫版或動畫版敘述過的，現任女友為乙姫奈奈，是至今發展最為穩定的一次。
採用本田一姓，原因被猜測為本田技研工業及葛飾區本田（ほんでん）。
乙姫奈奈（Otohime Nana）
聲：鈴木真仁（日本）；林美秀（台灣）
生日2月16日，身高161cm，體重35kg，血型A型，三圍B79・W48・H80。
葛飾署交通課白摩托車隊的女警，外號小橄欖。也是個職業少女漫畫家，筆名愛野神女，本田也是她的忠實漫畫迷。經由兩津勘吉的推託後順利開始和本田交往，並且巧的是當初喜歡機車的原因是因為高中時因身體不舒服被路過的機車騎士送去醫院，從此對機車產生興趣，而這名機車騎士正是本田，不過一開始因為沒有告訴本田自己身兼少女漫畫家的身分，害得本田誤以為她和她的責任編輯龍千士冰已經在交往，差點就要讓一段好姻緣破裂。: 此外，因為奈奈的雙重工作不能被警署知道（依照規定公務員不能兼差，查證屬實絕對會被革職），再加上是連載雜誌的當紅作家，所以被龍千士嚴密保護著，一旦她陷入低潮時，本田就常沒辦法和她聯絡。

#### 交通課
擬寶珠纏（Giboshi Matoi）
聲：土居裕子（日本）；郭馨雅（台灣）
生日4月30日，金牛座，身高173cm，體重50kg，血型O型，三圍B85・W59・H84。
葛飾署交通課的女警，綽號小纏。是神田明神下五代目超神田壽司店實際經營者擬寶珠夏春都的長孫女，與兩津勘吉是親戚（表表兄妹，奶奶和阿兩的爺爺是兄妹），喜歡阿兩，性格和喜好與阿兩有許多相似處與互補處。出身自江戶，對於許多傳統技藝非常擅長，卻有比男人還強悍的性格，高中時期還是壘球社的社員（但棒球比壘球還強）。
高中就讀有大學跳板之稱的櫻稟大學附設高校。本有機會直升大學，卻因為在高中時期看上一位被流氓盯上而出手相助的警官，加上畢業前夕想與同學在橋上做白線漂流時，碰到小男孩溺水，因而奮不顧身跳下水中救人，剛好碰上一位穿著劍道制服的警官一同跳下水中相助，也因此捨棄就讀大學，立志報考警官當上警察向那些警官看齊，但其實遇到的那名刑警就是兩津勘吉（動畫版有，漫畫版沒有）。但在漫畫版的初戀為阿純，出場於台版漫畫76卷。阿純太弱小被欺負時，小纏主動保護他，第一次祭典上約會再被欺負後，小纏又一次保護他，卻也難過的喊出：「是男子漢就應該要勇敢一點，至少要保護我啊」後跑開。隔天阿純卻轉學了，小纏不知道於是到處尋找阿純，卻再也沒再相見，直到七年前得知離世的消息，為此內疚。最終阿純靈魂回來祭典，小纏與其相遇並道歉，放下了心裏放置許久的內疚。該話也間接點出小纏為何喜歡兩津的原因，在漫畫中兩津許多見義勇為與站出來保護小纏與擬寶珠家人許多次，可以從這句話中間接應證其喜歡兩津的原因。
雖然進入葛飾署的第一天與阿兩槓上，在兩次遊戲中打敗阿兩，最後甚至賞了他一巴掌因此受到注目，原本因為阿兩出身自庶民區淺草而有點蔑視，但在有次和態度不佳的民眾起衝突時，阿兩介入處理，開始對他有好感，之後曾一度與阿兩訂婚，但最後身為一家之主的奶奶知道阿兩的真實身分後告吹，但兩人仍處在一種另類的曖昧關係。由於住在一起，時常一同上班，偶爾相互開車接送上下班。兩津生日時送其親編圍巾，也曾睡在一起，漫畫出場後至目前台版漫畫151卷，與兩津有許多家人旅行、約會與日常生活的場景，每話的過場圖也是所有女性角色中最常出現的人物。
少數對兩津有表示喜歡或好感的女性角色，在漫畫裡有許多跟阿兩曖昧的情節，在台版漫畫70卷後，與阿兩展開另類同居關係。在台版漫畫68卷後，出場率與麗子不相上下，逐漸變成重要女角。跟麗子一樣懂得阿兩的好，因此對阿兩不會嫌棄或討厭。被早矢視為「情敵」。
不太擅長裝扮自己，對科技相關事物一竅不通，手機原本是「黑金剛」，後來跟兩津勘吉「A」來了I Phone4（阿兩至少有六支手機，所以沒差）。舞蹈方面也只會傳統舞蹈，因為對現代舞一竅不通還曾被兩津吐槽過，繪畫能力也只有幼稚園等級。疑似討厭（或害怕）的東西是癩蛤蟆。
磯鷲早矢
生日1月1日，身高180cm，體重55kg，血型A型，三圍100・55・90。
葛飾署交通課的女警。為京都名門武道家的長女（家裡佔地規模和中川家相當，不過建築物都是寺廟和武道場等歷史古蹟），非常道地的日本傳統女性，弓道具有全國優勝的實力，其弓道魅力甚至讓葛飾署特別設立弓道場，原本幾乎半廢棄狀態的弓道部霎時成為超人氣部門，除了弓箭外也善使薙刀，祖母為陰陽師，因此也具有靈力，能看到靈體及除靈。平時是百分百零缺點的完美大和撫子，但酒品非常差，只要喝一口就會性格大變，成為完全不同的一個人，是目前唯一的缺點。
起初因兩津聲音酷似父親而愛慕兩津，後真心喜歡上兩津，甚至與麻里愛互比劍道及箭術爭奪兩津。可能因為生長背景，對於大原所長常講的冷笑話毫無抵抗力，也因完美的日本傳統女性風範，讓一向對婚姻極為忠誠的所長有過好感。
雖未在動畫中登場，但一般認為動畫第290集與兩津相親的真琴是以早矢作為模型而設的角色，但與漫畫不同的是，真琴一開始並不是真心愛上兩津。曾邀阿兩、纏、檸檬等一同至京都觀賞「祉園祭典」，將纏帶到自家的武道場以竹製薙刀單挑對決，且占上風。
早乙女莉香（Saotome Rika）
聲：杉本優（日本）；郭馨雅（台灣）
生日8月1日，身高166cm，體重49kg。
葛飾署少年課的女警。在漫畫版是最常和阿兩起衝突的女警，而在動畫版的戲份主要被小野小町取代，動畫版只出現在68集（客串）。大學社團是舞蹈科系，本身學習過不少表演經歷，走在時代與流行尖端喜歡的偶像是日本偶像團體SMAP。因為個性強悍的關係，捨棄成為專業表演者的機會就任警察保護社會中的弱勢部份。早乙女曾經說過身為女性我們必需保護自己跟其它需要幫助的對象。
小野小町（Ono Komachi）
聲：三橋加奈子〈第1－6集〉→岡本麻彌〈第8－90集〉→三浦理惠子〈第93集－至今〉（日本）；林美秀（台灣）；鄭巧欣（香港）
生日2月21日，身高163cm，體重48kg，三圍83M·58W·88H。
葛飾署交通課的女警。原作與動畫形象不同，動畫版中的小町近乎為原創角色，取代漫畫版中早乙女莉香的戲份；漫畫版中的小町為前職業摔角手，力氣不輸給阿兩，食量也相當大。
動畫版的小町出身於鄉村，常與奈緒子一起開小警車負責巡邏職務。愛與兩津勘吉鬥嘴，甚至非常討厭阿兩的粗暴個性，取代早乙女莉香在動畫版的戲份，可說除了是葛飾區警署內反阿兩勢力的頭號大將以外，也是女警們實際上的首領，通常都直接稱呼阿兩為「原始人」，否則就是很不客氣的直呼全名。常被父母親誤會是兩津勘吉的情侶外，曾因遲到髮型沒整理被阿兩嘲笑而徹底改變形象而被星探相中，在阿兩的生意頭腦利用下順利的當上她的經紀人讓他拍廣告和寫真，當上偶像明星，沒料到因為與阿兩的八卦意外也讓阿兩紅了起來，但自己反而被冷落。有幾次因為阿兩的幫忙而對阿兩逐漸改觀，但都因為之後的事而打平。在動畫版第1～6集時角色設定與清正奈緒子是相反的。
名字源自平安時代的歌人小野小町。
清正奈緒子（Seishō Naoko）
聲：岡本麻彌〈第1－6集〉→三橋加奈子〈第8集－至今〉（日本）；郭馨雅（台灣）；顧詠雪（香港）
生日8月6日，身高162cm，體重47kg。
葛飾署交通課的女警，動畫原創角色。與小野小町是同事兼搭檔，通常與小町一起出現，並與小町一起開警車巡邏，常與小町一搭一唱，亦討厭兩津勘吉的粗暴個性，也是女警們實際上的副首領。此外有個弟弟叫清正守。在動畫版第1～6集時角色設定與小野小町是相反的。
京香（Kyōka）
葛飾署交通課的女警，只在漫畫版登場。相當欽慕早乙女。
小栗愛美（Oguri Manami）
葛飾署交通課的女警，只在漫畫版登場。在漫畫版與早乙女常和阿兩起衝突。
鳳麟寺沙羅（Hōrinji Sara）
葛飾署交通課的新人女警，熱舞女警花，是奈良的寺廟千金，念書時組過樂團，父母也都是音樂人，對於歌唱非常擅長也算是從小耳濡目染的關係，雖然對英文歌曲非常擅長但英文實際卻不甚流利，聽到流行音樂就會渾然忘我，還會突然變裝（例如在KTV點播麥可·傑克森的BILLY JEANS時會換上其招牌服裝，連招牌動作也難不倒她），連自己都不記得。
保可爐衣土
葛飾署交通課的新人女警，23歳。說話時幾乎沒有抑揚頓挫，就連表情變化也完全沒有，這讓兩津勘吉一度質疑她到底有沒有感情。而換氣聲只有一種，即使在高音階的快速歌唱也能不換氣的唱完，她本人認為這或許是因為她的肺活量大的緣故。她在5年前中學3年級的時候接觸VOCALOID，能以動畫音唱出十分類似初音未來等VOCALOID的曲子，只要是VOCALOID的曲子在卡拉OK的評分中都可以拿到滿分。
風波峻
葛飾署交通課的新人警察，23歳，身高198cm，北海道出身。有著少女漫畫主人公般的外貌及性格，以及具備少年漫畫般的戰鬥力。
佐佐木洋子（Sasaki Yōko）
聲：並木法子（日本）；郭馨雅（台灣）
在漫畫初期為主要角色之一，漫畫版後期中有考上警察，為葛飾署交通課的女警，在動畫版第298集的回憶部份短暫登場。
原為香菸攤的老闆娘小春的孫女，初次見面時一度認為阿兩是小偷，中學時獲得柔道比賽第一名。阿兩在幾年前（中川與麗子還未調來之前）所認識的人之一。動畫版中洋子與政治世家的貴司結婚後，生一對雙胞胎，分別名為健兒與康兒。
石頭鐵岩（Ishizu Tetsuo）
聲：俵木藤汰（日本）；陳幼文（台灣）
葛飾署交通課部長，階級為警部，外號「交通安全指導教官七段」、「會走路的交通法規」，號稱為石頭流。平時本性溫馴、對下屬客氣，但若穿上「交通安全盔甲」之後就會變成以超級遵守交通規則為聞名的大將軍造型，遵守交通的程度可用誇張來形容，甚至還有第三人格的轉變；若其駕駛時速超過六十以上就會變成騎車技術不輸本田速人的超級爆走族，當他不受交通規則拘束必會失控造成巨大的社會損失。家中有六名孩子，都取名為跟交通規則有關的名字，依年齡大小排序為右轉、左轉、直走、單行道、禁止停車、公車逆向專用道，甚至連家中任何地方都設有交通標誌，讓孩子從小就有遵守交通規則的基礎。
年少時曾是閃電飆車族「黑色流星」的領隊，卻因為在一次員警追逐中發生追撞的事故，導致數名警員受傷，而其中一名被石頭鐵岩視如生父的警官更是受了重傷，因此讓他決心改過，當個遵守交通規則的員警，並將事故的巡邏燈當做寶貝看待，也因鐵岩的背叛引來同夥副領隊綿貫不滿，表示要徹底違反交通規則，甚至知道只要摘下他頭盔上的巡邏燈就會無力沮喪的弱點，但在孩子們的鼓勵下重新振作後，終於將綿貫逮捕歸案。

#### 地域課
西鄉波爾波（Saigō Bolbo，漫畫版譯名為西鄉富豪）
聲：岸祐二（日本）；陳幼文（台灣）
生日12月31日，身高190cm（漫畫版為182cm），體重108kg（漫畫版為95kg），血型A型，年齡推測35歲
葛飾署地域課警員，具有傭兵經驗，職稱為射擊組教官，隨身攜帶各式槍砲彈藥，號稱「活動兵器庫」，但因為無法適應日本警察的用槍規則，鬧出不少危險鏡頭，且如果被完全解除武裝的話，會無安全感，一有風吹草動，馬上嚇得找掩護，連在游泳池裡都要全副武裝。
對於女人完全沒轍，因為學生時代就讀清一色男校，並曾任職於紐約市警察局時全為男性工作環境的經歷下，一旦看到火辣熟女接近半徑一公尺之內就會立即狂噴鼻血，不過對於真正的女生才有用，特別篇中麻里愛卻只使他心跳加速並沒有噴鼻血，不過在得知麻里愛是個男的那一刻卻瞬間老化。
目前有個未婚妻，就是在美國海軍陸戰隊受訓時擔任教官爆龍上校的女兒茱蒂，但因為上校規定必須摔角打敗茱蒂才能結婚，比試過幾次都因為茱蒂的超性感身材而落敗，所以一直都無法舉行婚禮，甚至曾發生因左近寺龍之介打贏了茱蒂，而決定讓他們結婚的小插曲。
左近寺龍之介（Sakonji Tatsunosuke）
聲：岩崎征實（日本）；陳幼文（台灣）
生日12月31日，身高198cm（漫畫版為182cm），體重120kg（漫畫版為95kg），血型A型。年齡推測32歲
葛飾署地域課警員，是名格鬥技高手，有「格鬥技中的魔鬼」之稱，同為警視廳柔道第一把交椅，亦擁有柔道、空手道、跆拳道、合氣道教練執照，負責葛飾署男性警員的格鬥技訓練。但因為少年時的一次戀愛要和心儀對象比賽忘記上廁所漏尿的心理創傷，使他和異性間有嚴重的相處障礙，在心動時分中刻意設下的陷阱使其回到初戀的漏尿創傷。
目前沉迷於戀愛遊戲《心動時分日記本》（どきどきメモリアル）及其所有周邊商品（在動畫版只忠於此遊戲，但在漫畫版有換過），喜歡的角色為早乙女沙織。在同人誌即賣會看到早乙女沙織cosplayer，卻感到興趣缺缺。
法條正義／凄苦殘念（Hōjō Masayoshi／Sugoku Zannen）
聲：深貝大輔（日本）；黃天佑／梁興昌／陳幼文（台灣）
葛飾署警員，東京大學畢業的警察，為人正經，但與外貌不成正比。與兩津勘吉等人住在同宿舍，具有極高記憶力，號稱過目不忘，連對警察宿舍內所有同仁的身世都相當清楚。最初在宿舍中第一個有裝冷氣的房客。於日本漫畫版170-2正式改名。

#### 其他警員
雛野姫香（Hinano Himeka）
葛飾署女警，是Cosplay的愛好者，野瞞著警署在女僕咖啡廳打工。有作曲經驗，跟保可盧關係很好。
劍零（Tsurugi Rei）
葛飾署女警，白摩托車隊「天使7」的成員。小纏的後輩，過去是壘球社員，右投左打。
美咲舞（Misaki Mai）
葛飾署女警，小纏的後輩，因仰慕小纏而成為警察。過去是壘球社員，擔任捕手。
根畫手部不吉
葛飾署警員，在日本漫畫版第167卷登場。名字是英文「negative」和日文「不吉祥」的組合。知識相當淵博，但個性非常杞人憂天，是位想法超極悲觀的警官。準備相當多逃生及生存用的東西，甚至在家中飼養許多寵物來預防天災，曾替麻里愛照顧貓。
雜學
葛飾署警員，知識超級淵博，曾得三次猜謎王冠軍，喜歡看答不出問題的人傷腦筋的模樣以及擺出臭屁的表情，他的手意外的非常靈巧，曾因此被兩津利用，打高爾夫時以初學者的身分打出低於標準的35桿是自己不願意也不知情的情形下使出的，在被名利誘惑後僅打了初學者的135桿而已。
有栖川京華（Arisugawa Kyōka）
葛飾署的新人女警，因被職業是黑道的老公叫去警署臥底，但又被署長派去黑道當臥底而變成雙重間諜。因為高中時收看黑道劇而十份崇拜黑道，大學時因為愛崇尚小混混身上的刺青而去刺青，只好放棄熱愛的游泳。擁有媲美奧運選手般的泳技。一方面運用黑道的人脈與經歷屢獲功績，一方面趁機幫老公剷除競爭對手。父親是知名大學教授，課程一結束就換上海灘褲開敞篷車去海邊，過著悠遊自在的人生，阿兩稱之「強尼」。
惠比壽海老茶（Ebisu Ebichan）
聲：石塚堅（日本）；陳幼文（台灣）
葛飾署的警員，從刑事組調派到公園前派出所新進的下屬。非常愛笑，但愛笑的程度太過頭有時會令人反感，甚至在喪禮上致哀也是，因此才被調進巡察單位，但也因此讓新葛飾署一度充滿笑聲，更曾因他的笑立大功制服搶匪，後被特殊刑事課的人邀請轉入，代號為「爆笑刑事」，雖然加入後有立功不少，但由於受不了特殊刑事課裡極容易引人發笑的環境，為避免笑過頭影響身體最後只好辭職。
板池（Itaike）
聲：渡邊慶（日本）；陳幼文（台灣）
葛飾署的警員，初期是個不經思考、輕易受到強迫推銷的警察，在大原所長的交代下成為兩津勘吉的下屬，糾正容易被強迫推銷的壞毛病，而家中擺滿一堆推銷商品，也因此積欠了不少貸款，但在阿兩的幫助下，終於通通退掉。
岩田（Iwata）
聲：不明（日本）；林協忠〈第8集〉→陳幼文〈第120集〉（台灣）
亀有公園前派出所前任所長，當時大原大次郎擔任巡察長、兩津勘吉擔任巡查。為人心胸寬廣、面目慈祥、對部屬採取和善制管理，做事隨和而積極。是大原大次郎與兩津勘吉最為尊重的人士之一。
南部（Nanbu）
聲：鄉田穗積（日本）；陳幼文（台灣）
葛飾署刑事組，兩津勘吉於警察菜鳥時期被調到刑事組的同事，學長兼師傅，其未婚妻遭黑道組長太田黑所殺害，後與兩津勘吉調查此案，過程中他被黑道射殺重傷，送醫後證實不治。此事件結束後，兩津勘吉深切反省並主動要求調回派出所，之後每年都會去南部墳墓前祭拜，是少數阿兩會主動表現尊敬之意的人之一。
次長
聲：永野善一（日本）；梁興昌（台灣）
葛飾署次長。與奧山老頭認識。在第173集「激烈衝突慈善義賣會」被兩津強行捐出高爾夫球桿組。
坊那須（Bōnasu）
聲：石森達幸→西村仁（日本）；黃天佑／陳幼文（台灣）
葛飾署課長，在總務課負責管理警員們的薪水與年終獎金，依照兩津的要求親自準備現金給他。
手持鹿
聲：小和田貢平（日本）；陳幼文（台灣）
因大原大次郎暫時代理三丁目派出所所長而臨時代理亀有公園前派出所所長。為人淡定優哉、對部屬採放縱式管理，做事隨和而消極，為人小氣吝嗇。
繪崎Z1
聲：高橋廣樹（日本）；陳幼文（台灣）
日英兩國用三十億日幣共同研發設計，裡面植入了人工智慧體的警車，主要的技術指導為繪崎教授。身上的裝備多元，在防衛的部分幾乎接近坦克車與裝甲車的等級。在警視廳的階位為警部補。
個性高傲，只要是外人（甚至是連身為搭檔的阿兩也是如此）稍微對他不敬或說錯話就會被頭夾住車門然後原地轉圈圈施行懲罰，阿兩曾認為他的性格跟繪崎教授簡直一模一樣。與阿兩共處並被抓到個性弱點後反遭阿兩設計，個性被調教的跟阿兩沒兩樣。後為攔截逃逸的犯人卻浸水故障，被繪崎修好且因立下大功而升為警部，至此個性更加高傲。
劍寄茂強（Ken′yorimo Tsuyoshi）
聲：俵木藤汰（日本）；梁興昌（台灣）
動畫原創角色，於葛飾署的報紙葛飾新聞擔任總編輯。

### 警視廳
警視總監
聲：金子哈里 → 木内秀信 → 平井隆博 → 西山仁（日本）；陳幼文／黃天佑（台灣）；盧傑（香港）
警視廳警視總監，本名不詳，日本警察系統的龍頭，非常守時，下級去見他時都會慎重對錶。動畫與漫畫形象略有不同。
佃（Tsukuda）
聲：重松收（日本）；陳幼文（台灣）
警視廳名譽警督察，階級為警視監，僅次於警視總監。出生於東京，人稱櫻田門的黃門，曾長期待在總局的搜查一課，且鍛鍊柔道多年取得黑帶，其在警界的表現獲警視總監推崇為應該比自己更早當上警視總監。在退休前一天，因為想看在前幾年離家出走、現今在葛飾車站前一家拉麵店工作的女兒，請求警視總監讓他待在龜有公園前派出所體驗當一天普通警察，同時要求署長和所長別向同仁透露真實身份，到了第二天自行去派出所報到，雖然兩津對他沒大沒小卻毫不在意，並自願擔任兩津的助手，後來因為兩津的幫助下化解對女兒男友的誤會。其原型出自於日版漫畫27卷、台版的原版漫畫25卷。
星逃田（Hoshi Tōden）
聲：下元史朗（日本）；陳幼文〈ep.99〉→黃天佑〈ep.242〉（台灣）
警視廳刑事（動畫版為特殊刑事課成員），又稱「冷酷刑警星爺」，不務正業的特殊刑警，每次辦案總想順便拍部片子表現自己的冷酷，手法從寫實畫風、黑白片、視角變換等全部用上，連劇中的角色都會因為他而變得寫實，最後逼到連製作單位都逃之夭夭，長得冷酷卻是大禿頭。日版漫畫第20卷到第50卷之間登場頻繁，甚至自許未來將會取代圭一和麗子，與阿兩成為烏龍兩大台柱，但下場卻是被作者打入冷宮20年，直到台版漫畫第95卷特別企畫「20年今昔物語之卷」才重見天日。在被冷凍期間雖有登場，但卻幾乎都被文字給刻意蓋住，就連在台版漫畫第105卷的開卷特別企畫「希望復出的角色之大大！！發表會」中的壓軸登場也被眾人漠視。
長谷川亞里衣（Hasegawa Arii）
警視廳交通課女警，為女子模型社軍事課所屬，其製作模型的實力在兩津之上。後因兩津的安排與模型同好宮田閃電結婚。

#### 特殊刑事課
熱褲刑警／汙野武（Kitano Takeshi）
聲：荒川亮（日本）；黃天佑（台灣）
身高191cm，體重90kg。
警視廳特殊刑事課成員編號1，代號為「熱褲刑警」，階級為警視。是名除了槍等配備外，全身上下只穿泳褲和打領帶的特殊刑警，同時也是三隻烏鴉實際上的首領。
名言為「褲襠的隆起絕不是裝飾品！每當陸地上有事件發生的時候，靠著一件泳褲就能夠全部解決！特殊刑事課三隻烏鴉之一，熱褲刑警在此聽候您的差遣。」在追捕犯人時，為了讓其乖乖就範，會耍把泳褲脫下的手段，也常會從泳褲裡掏出道具出來（很像哆啦A夢的百寶袋，最常掏出香蕉補充營養）。弱點是懼高和如同其罩門的領帶，當他的領帶被扯下來時會害臊到躲起來（衛視-特別篇01-1出場）。
常被阿兩稱為「賣香蕉的（台語）」。名字來自著名藝人─北野武。
老虎刑警
聲：前田剛（日本）；黃天佑（台灣）
警視廳特殊刑事課成員編號2，是開德軍虎式戰車，作什麼事情都開戰車買便當也是，戰車裡有很多特殊彈藥，還可以用來滅火。
野馬刑警
聲：木内秀信（日本）；陳幼文（台灣）
警視廳特殊刑事課成員編號3，又稱木斯坦克刑警，開著用類似拖車上鐵鍊吊起來的飛機，常開野馬戰鬥機出勤的特殊刑事，曾發生戰鬥機太重導致鐵鍊無法負荷而滑落。
月光刑警／聖羅無無（Seira Mun）
聲：外波山文明（日本）；陳幼文（台灣）
身高185cm，體重75kg。
警視廳特殊刑事課成員編號4，代號為「月光刑警」，階級為警視。是代替月亮來懲奸除惡的大叔。登場的外貌和普通上班族一樣，但開始辦案時會Cosplay為美少女戰士；同時還有各種其他造型的服裝，根據美茄子的解說，每一套服裝都能賦予她們不同的力量。駕駛專屬的日本二戰月光夜間戰鬥機，承載著滿月背景以便發揮月光力量。
名言為「華麗的變身不只是好看而已，月光能量灑滿整個背部，正義的魔法杖將劈開黑暗，空中的事情一律交由我們解決！來自月亮的使者月光刑警，在此聽候差遣！（美茄子刑警也請多多指教～）」變裝前會喊出口號：「請賜我月光神力」或是「Moon light power！Make up！」，然後就可以看到由美茄子推來的布幕後面變裝的影子。
與美茄子刑警的姓氏「聖羅」（せいら）是英文單字「水手」的意思，代表兩位的常用裝備水手服。
美茄子刑警／聖羅美茄子（Seira Biinasu）
聲：山本滿太（日本）；梁興昌（台灣）
身高178cm，體重71kg。
警視廳特殊刑事課成員，月光刑警的搭檔，代號為「美茄子刑警」。月光刑警變裝總需要一小段時間，奇怪的是每一次美茄子刑警只是離開畫面兩秒鐘，衣服卻已經換好。
海豚刑警／海野土佐衛門（Umino Dozaemon）
聲：赤星昇一郎（日本）；陳幼文（台灣）
身高173cm，體重100kg。
警視廳特殊刑事課成員編號5，代號為「海豚刑警」，階級為警視，駕駛超小型潛水艇跟數隻海豚一起出勤。
名言為「熱愛大海，守護正義，是誰在呼喚海神波賽頓？收進衣櫥之前要記得放金鳥防蟲劑喔！海上的事件一律交給我們解決！海豚刑警在此聽候您的差遣。」（有時會被兩津嫌太長而打斷，除了在特別篇SP24因為太冷而放棄講開場白）可用菸斗吹出聲音指揮海豚們，其中有一隻會說話的粉紅色海豚Pinka。弱點是菸斗被破壞就無法指揮海豚。
曾當過海豚訓練師、玻璃工匠和漫畫家等。（衛視-特別篇02出場）。本名的原意為「海裏溺死的人」。
革命刑警
警視廳特殊刑事課成員編號6。
傳孃雨亭裸
會坐在汽車前端出場，穿著女裝與木屐，為了減少交通意外。
〆宮奄水
傳孃雨亭裸的搭檔，衣著與革命刑警差不多。
少女漫畫刑警／麻生瑠理華（Asō Rurika）
聲：小檜山洋一（日本）；陳幼文（台灣）
身高161cm，體重90kg。
警視廳特殊刑事課成員編號7，代號為「Project ring刑警」，意思是辦案時能發現所有小細節，是個心思比女性還細膩的刑警。然而即使有著極女性化的名字，外表卻是個眼睛有如少女漫畫般、矮胖粗壯又留鬍子的大叔。階級為警視。登場的穿著正式，但開始辦案時會換上芭蕾舞服裝，甚至曾為了辦案，將身邊同伴與環境搞得與少女漫畫一樣。
千禧刑警
警視廳特殊刑事課成員編號8，西元2000年出現的千禧刑警。只是位普通的好色大叔，據說下次會在西元3000年時出現。
太空舞蹈刑警／櫻野克拉拉
警視廳特殊刑事課成員編號9，西元2000年製造的女性型機器人，特殊刑事組唯一的女刑警，階級為警部。
傳衛門（Den'eman）
聲：竹本英史（日本）
警視廳特殊刑事課代理課長（動畫版原創角色）。是一隻從特殊刑事組派遣來的鴿子咕咕刑警，阿兩調進該單位後立下不少大功，例如幫阿兩撿錢買飼料犒賞或是說阿兩的八卦回報等，最重要的是還會幫阿兩分析賽馬贏大錢。由於蒐集情報能力超強，所以也在特別篇3—3擔任特殊刑事課代理課長，同時也已婚，但卻是個妻管嚴。
髮髻刑警
聲：佐藤誓（日本）；梁興昌（台灣）
警視廳特殊刑事課課長（動畫版原創角色）。畫著奇異的臉部裝扮，手持扇子，也是特殊刑事課課長，受傷住院時，由鴿子咕咕刑警（傳衛門）代理。

#### 機器人課
開發001號
聲：竹本英史（日本）；陳幼文（台灣）
是警視廳花費三十年時間及五十億日幣所打造的第一個機器警察。外殼十分堅硬，被大卡車撞到也毫無損傷，但有著仍用骨董級真空管和磁碟機的致命設計失誤，在長期的過度操作下會過熱，進而報銷。阿兩為了避免過度操勞的事情被發現就裝上身體，冒充他的身分來應付警視總監，最後被分發到外太空的派出所去值勤。
開發002號
組裝式作品的機器警察，口氣喊動作都相當土氣，可以變形成摩托車。
開發003號
在試用期間來到龜有公園前派出所試用，雖然身高2米卻不擅常打架。
完全 失敗太郎／開發004號
聲：植本潤（日本）；陳幼文（台灣）
警視廳開發004號乙型，初登場時是懦弱的個性，後因被兩津勘吉訓練而彼此產生情誼，稱阿兩為「神仙」。是當初入選的100張機器警察設計圖中雀屏中選的一個。
炎之介／開發005號
聲：八十田勇一（日本）；梁興昌（台灣）
開發005號，雖然機能比004強大許多，但一生氣就會迴路故障、燒起身上燃油「噴火」的棘手機器人警察，易怒。最不喜歡別人說他是炎之介或笨蛋，也因此經常給兩津勘吉麻煩。
開發006號
失敗太郎和炎之介在機器人派出所成立後做出來的，是台用來清除違規腳踏車的超大型機器人，至少有三層樓高，使用最危險的硝基做為燃料。在登場後不久發生失控故障，被署長下令用火箭砲摧毀爆炸，讓「困」在裡面的阿兩和炎之介重傷住院。

### 度井仲署
神秘地帶「度井仲縣」，因多年未與中央政府聯繫（根據芋頭的說法，至少有55年沒有與政府連繫），導致該縣成為在地圖上找不到的行政區劃。也由於地區未歸化，所以一直處於昭和時期的文化背景，裝備全是二戰時期日軍武器（如巡邏車為三式中戰車，航空警察隊有零式、隼、飛燕、疾風、雷電與紫電改戰鬥機，水上警察隊有一艘疑似金剛級戰艦的巡邏艦，另外藏有一門疑似九十式的列車炮），有著超乎常人想像的武裝力量。
大前田米助（Oomaeda Yonesuke）
聲：大谷亮介（日本）；梁興昌（台灣）
在神秘地帶「度井仲縣」擔任署長，於昭和十七年（1942年）當警察，雖然身份極高但因無法回中央升遷，官階仍只是巡查，因此得聽從阿兩指揮。身上所戴的勳章大多是有關執勤方面的，例如擔任警官十周年、二十周年、三十周年…等。
芋頭（Imogashira）
聲：石塚堅（日本）；陳幼文（台灣）
度井仲縣的巡查員，警察制服是昭和天皇時期的軍服，隨時攜帶一把三八式步槍，曾在度井仲署倡導交通違規取締，但從未取締一輛車子。由於兩津勘吉位階較高，稱呼阿兩為長官（在動畫版稱阿兩為巡查長）。

### 大阪・通天閣署
在單行本129（日版J.179）中為杜絕東京的詐騙集團，暫時搬到公園前派出所隔壁。
御堂春（Midō Haru）
聲：白石涼子（日本，遊戲版）
通天閣署交通課女警。很矮的女生，本因為身高不夠，無法參加警察考試，後因出色的辦案成績破格進入警界。性格近似阿兩般的死愛錢，還是個一毛不拔的鐵公雞，但不會像阿兩一樣整天想鬼點子賺大錢，同時也沒那本事，而且為人好客。稱呼兩津勘吉為｢東京仔｣。有五、六個弟弟。
雖然有著「大大阪主義」的情結，但與同樣是關西地方的神戶和京都一比會抱有自卑感，所以對早矢和麗子相當尊敬（麗子父親是神戶出生）。雖說討厭東京，但通天閣署暫時駐紮到東京後已和附近的人徹底混熟，甚至經常吸引附近居住的大阪人來通天閣署別館。
對大阪的阪神棒球隊極其熱愛，換言之對東京的巨人隊十分厭惡，喜歡批評巨人隊，也因為兩津勘吉出身自東京而很討厭阿兩，總稱呼其「東京仔」，但卻非常喜歡中川圭一，對待他甚至有如貴族王子一般，而對待阿兩就像為富不仁的人遇見窮人似。
除了槍之外，擅長的武器是耍繩套，不只是汽車，就連升到空中的直升機都套得中。下將棋能力比擬高段棋士，連纏都比不過。
小春在作中的定位類似阿兩的「女版」，因此其行動力與兩津相比也是毫不遜色，更曾經與兩津合作破獲詐騙集團與金融間諜。
芦原蕾依
通天閣署交通課巡査。是御堂春的跟班，常常跟在御堂春旁，大多數是司機的角色。
浪花
通天閣署署長。在御堂春想報名警察考試被拒絕時，挺身為她爭取權利，是個深受署內成員愛戴的署長。
海鞘
通天閣署部長。全大阪最能干的刑警。
後場
通天閣署次長。位阶仅次于署长。
比栗
通天閣署課長。待在鉴识科长达33年的老前輩。
貫井崎
通天閣署課長。警署的发明家。
卷波
通天閣署交通課係長。小春交通科的主管。

### 其他警屬
盤五十六（Ban Isoroku）
聲：田村連（日本）；黃天佑（台灣）
上野的下谷第五派出所的班長，對動物很有愛心，有養很多動物在所中，例如有養乳牛（太郎），四隻狗（勘吉、麗子、中川、大次郎）。兩津有一段時間調到下谷第五派出所支援，也認識派出所附近的居民。
小橋
聲：西松和彦（日本）；陳幼文（台灣）
階級為警視正，亦擔任本部長一職，在臺灣動畫版稱呼為總署長，初登場於動畫版第133集。喜歡找下屬打高爾夫球交流，別名「教練小橋」，雖然愛當教練但自身球技不佳；而署長和所長曾為討好，所以不允許下屬使用的球具及球技比他好。
佐殺氣六胞胎
聲：清水宏（日本）；梁興昌(小一郎)、陳幼文(小次郎/小三郎/小五郎)、黃天佑(小四郎/小六郎)（台灣）
登場動畫版登場集數為第171集（原版第188集），漫畫於「43-10」登場。動畫版佐殺氣小次郎（ささっきこじろう）；漫畫版名字為佐佐木小痔郎（ささき こじろう）。
柴又署為避免葛飾署劍道大會連霸而挖來的劍道高手。跟波爾波一樣，不允許背後有人，否則就會回擊。必殺技為「麻雀歸巢」（惡搞佐佐木小次郎的失傳劍術招式「燕返」），但動作跟劍法其實是出名的搞笑。

### 海外警察
珊蒂（Sandy）
聲：小山智子（日本）；林美秀（台灣）
美國紐約57分署的警官，任職於紐約市。喜愛日本文化，動畫版中両津研修旅行的接待者。在偶然下救出困在失火大樓裡面的約翰，然後與阿兩聯手護送約翰到洛杉磯高等法院去指證殺害約翰全家的兇手。喜歡兩津勘吉（好友方面）；阿兩亦對她很有好感。她在美國有未婚夫了。阿兩的父母曾一度認為她有意當他們家的媳婦，可惜最後得知她其實已經訂婚。
馬克斯（Max）
聲：海津義孝（日本）；陳幼文（台灣）
美國紐約的警察，珊蒂的同事。高大壯碩，為兩津勘吉去美國受訓時的夥伴。起初因二戰時期祖父去世於對日戰場，對日本人反感，也不喜歡阿兩；後來因一次火場救援行動，漸漸與阿兩結為好友，並曾替阿兩擋過子彈。
凱佩爾上校（Kepel）
聲：金子哈里〈第94集〉→上別府仁資〈第248集〉（日本）；梁興昌〈SP1-4〉→陳幼文〈SP3-8〉（台灣）
德國GSG9的上校，為日本警視廳招聘而來，並指揮並順練新設立的武裝特殊部隊「S.S.小隊」，特別欣賞兩津勘吉的能力。

## 親屬相關

### 兩津家
兩津家世系圖
| RYO (原始時代)  |      |      |      |      |      |        |        |        |        |        |        |        |        |        |        |        |        |      |      |      |      |      |      |      |      |                       |                       |                       |                       |                       |                       |      |      |                   |                   |                   |                   |                   |                   |               |          |          |          |          |          |                           |                           |                           |                           |                           |                           |  |  |  |  |  |  |  |  |  |  |  |  |  |  |  |  |  |  |  |  |  |  |  |  |  |  |  |  |
|                 |      |      |      |      |      |        |        |        |        |        |        |        |        |        |        |        |        |      |      |      |      |      |      |      |      |                       |                       |                       |                       |                       |                       |      |      |                   |                   |                   |                   |                   |                   |               |          |          |          |          |          |                           |                           |                           |                           |                           |                           |  |  |  |  |  |  |  |  |  |  |  |  |  |  |  |  |  |  |  |  |  |  |  |  |  |  |  |  |
| 勘吉 (江戶時代) |      |      |      |      |      |        |        |        |        |        |        |        |        |        |        |        |        |      |      |      |      |      |      |      |      |                       |                       |                       |                       |                       |                       |      |      |                   |                   |                   |                   |                   |                   |               |          |          |          |          |          |                           |                           |                           |                           |                           |                           |  |  |  |  |  |  |  |  |  |  |  |  |  |  |  |  |  |  |  |  |  |  |  |  |  |  |  |  |
|                 |      |      |      |      |      |        |        |        |        |        |        |        |        |        |        |        |        |      |      |      |      |      |      |      |      |                       |                       |                       |                       |                       |                       |      |      |                   |                   |                   |                   |                   |                   |               |          |          |          |          |          |                           |                           |                           |                           |                           |                           |  |  |  |  |  |  |  |  |  |  |  |  |  |  |  |  |  |  |  |  |  |  |  |  |  |  |  |  |
| 龜吉 (慶長時代) |      |      |      |      |      |        |        |        |        |        |        |        |        |        |        |        |        |      |      |      |      |      |      |      |      |                       |                       |                       |                       |                       |                       |      |      |                   |                   |                   |                   |                   |                   |               |          |          |          |          |          |                           |                           |                           |                           |                           |                           |  |  |  |  |  |  |  |  |  |  |  |  |  |  |  |  |  |  |  |  |  |  |  |  |  |  |  |  |
|                 |      |      |      |      |      |        |        |        |        |        |        |        |        |        |        |        |        |      |      |      |      |      |      |      |      |                       |                       |                       |                       |                       |                       |      |      |                   |                   |                   |                   |                   |                   |               |          |          |          |          |          |                           |                           |                           |                           |                           |                           |  |  |  |  |  |  |  |  |  |  |  |  |  |  |  |  |  |  |  |  |  |  |  |  |  |  |  |  |
| （不明）        |      |      |      |      |      |        |        |        |        |        |        |        |        |        |        |        |        |      |      |      |      |      |      |      |      |                       |                       |                       |                       |                       |                       |      |      |                   |                   |                   |                   |                   |                   |               |          |          |          |          |          |                           |                           |                           |                           |                           |                           |  |  |  |  |  |  |  |  |  |  |  |  |  |  |  |  |  |  |  |  |  |  |  |  |  |  |  |  |
|                 |      |      |      |      |      |        |        |        |        |        |        |        |        |        |        |        |        |      |      |      |      |      |      |      |      |                       |                       |                       |                       |                       |                       |      |      |                   |                   |                   |                   |                   |                   |               |          |          |          |          |          |                           |                           |                           |                           |                           |                           |  |  |  |  |  |  |  |  |  |  |  |  |  |  |  |  |  |  |  |  |  |  |  |  |  |  |  |  |
|                 |      |      |      |      |      |        |        |        |        |        |        |        |        |        |        |        |        |      |      |      |      |      |      |      |      |                       |                       |                       |                       |                       |                       |      |      |                   |                   |                   |                   |                   |                   |               |          |          |          |          |          |                           |                           |                           |                           |                           |                           |  |  |  |  |  |  |  |  |  |  |  |  |  |  |  |  |  |  |  |  |  |  |  |  |  |  |  |  |
| 為吉            | 為吉 | 為吉 | 為吉 | 為吉 | 為吉 |        |        |        |        |        |        | 留     | 留     | 留     | 留     | 留     | 留     |      |      | 龔吉 | 龔吉 | 龔吉 | 龔吉 | 龔吉 | 龔吉 |                       |                       |                       |                       |                       |                       |      |      |                   |                   |                   |                   |                   |                   |               |          |          |          |          |          |                           |                           |                           |                           |                           |                           |  |  |  |  |  |  |  |  |  |  |  |  |  |  |  |  |  |  |  |  |  |  |  |  |  |  |  |  |
| 為吉            | 為吉 | 為吉 | 為吉 | 為吉 | 為吉 |        |        |        |        |        |        | 留     | 留     | 留     | 留     | 留     | 留     |      |      | 龔吉 | 龔吉 | 龔吉 | 龔吉 | 龔吉 | 龔吉 |                       |                       |                       |                       |                       |                       |      |      |                   |                   |                   |                   |                   |                   |               |          |          |          |          |          |                           |                           |                           |                           |                           |                           |  |  |  |  |  |  |  |  |  |  |  |  |  |  |  |  |  |  |  |  |  |  |  |  |  |  |  |  |
|                 |      |      |      |      |      |        |        |        |        |        |        |        |        |        |        |        |        |      |      |      |      |      |      |      |      |                       |                       |                       |                       |                       |                       |      |      |                   |                   |                   |                   |                   |                   |               |          |          |          |          |          |                           |                           |                           |                           |                           |                           |  |  |  |  |  |  |  |  |  |  |  |  |  |  |  |  |  |  |  |  |  |  |  |  |  |  |  |  |
|                 |      |      |      |      |      |        |        |        |        |        |        |        |        |        |        |        |        |      |      |      |      |      |      |      |      |                       |                       |                       |                       |                       |                       |      |      |                   |                   |                   |                   |                   |                   |               |          |          |          |          |          |                           |                           |                           |                           |                           |                           |  |  |  |  |  |  |  |  |  |  |  |  |  |  |  |  |  |  |  |  |  |  |  |  |  |  |  |  |
|                 |      |      |      |      |      | 勘兵衛 | 勘兵衛 | 勘兵衛 | 勘兵衛 | 勘兵衛 | 勘兵衛 |        |        |        |        |        |        | 秋冬 | 秋冬 | 秋冬 | 秋冬 | 秋冬 | 秋冬 |      |      | 美濃吉                | 美濃吉                | 美濃吉                | 美濃吉                | 美濃吉                | 美濃吉                |      |      | 夏春都 (擬寶珠家) | 夏春都 (擬寶珠家) | 夏春都 (擬寶珠家) | 夏春都 (擬寶珠家) | 夏春都 (擬寶珠家) | 夏春都 (擬寶珠家) |               |          |          |          |          |          |                           |                           |                           |                           |                           |                           |  |  |  |  |  |  |  |  |  |  |  |  |  |  |  |  |  |  |  |  |  |  |  |  |  |  |  |  |
|                 |      |      |      |      |      | 勘兵衛 | 勘兵衛 | 勘兵衛 | 勘兵衛 | 勘兵衛 | 勘兵衛 |        |        |        |        |        |        | 秋冬 | 秋冬 | 秋冬 | 秋冬 | 秋冬 | 秋冬 |      |      | 美濃吉                | 美濃吉                | 美濃吉                | 美濃吉                | 美濃吉                | 美濃吉                |      |      | 夏春都 (擬寶珠家) | 夏春都 (擬寶珠家) | 夏春都 (擬寶珠家) | 夏春都 (擬寶珠家) | 夏春都 (擬寶珠家) | 夏春都 (擬寶珠家) |               |          |          |          |          |          |                           |                           |                           |                           |                           |                           |  |  |  |  |  |  |  |  |  |  |  |  |  |  |  |  |  |  |  |  |  |  |  |  |  |  |  |  |
|                 |      |      |      |      |      |        |        |        |        |        |        |        |        |        |        |        |        |      |      |      |      |      |      |      |      |                       |                       |                       |                       |                       |                       |      |      |                   |                   |                   |                   |                   |                   |               |          |          |          |          |          |                           |                           |                           |                           |                           |                           |  |  |  |  |  |  |  |  |  |  |  |  |  |  |  |  |  |  |  |  |  |  |  |  |  |  |  |  |
|                 |      |      |      |      |      |        |        |        |        |        |        |        |        |        |        |        |        |      |      |      |      |      |      |      |      |                       |                       |                       |                       |                       |                       |      |      |                   |                   |                   |                   |                   |                   |               |          |          |          |          |          |                           |                           |                           |                           |                           |                           |  |  |  |  |  |  |  |  |  |  |  |  |  |  |  |  |  |  |  |  |  |  |  |  |  |  |  |  |
|                 |      |      |      |      |      |        |        |        |        |        |        | 元五郎 | 元五郎 | 元五郎 | 元五郎 | 元五郎 | 元五郎 |      |      | 銀次 | 銀次 | 銀次 | 銀次 | 銀次 | 銀次 |                       |                       |                       |                       |                       |                       | 友內 | 友內 | 友內              | 友內              | 友內              | 友內              |                   |                   |               |          |          |          |          |          | 霧支谷英次郎 (中川家遠親) | 霧支谷英次郎 (中川家遠親) | 霧支谷英次郎 (中川家遠親) | 霧支谷英次郎 (中川家遠親) | 霧支谷英次郎 (中川家遠親) | 霧支谷英次郎 (中川家遠親) |  |  |  |  |  |  |  |  |  |  |  |  |  |  |  |  |  |  |  |  |  |  |  |  |  |  |  |  |
|                 |      |      |      |      |      |        |        |        |        |        |        | 元五郎 | 元五郎 | 元五郎 | 元五郎 | 元五郎 | 元五郎 |      |      | 銀次 | 銀次 | 銀次 | 銀次 | 銀次 | 銀次 |                       |                       |                       |                       |                       |                       | 友內 | 友內 | 友內              | 友內              | 友內              | 友內              |                   |                   |               |          |          |          |          |          | 霧支谷英次郎 (中川家遠親) | 霧支谷英次郎 (中川家遠親) | 霧支谷英次郎 (中川家遠親) | 霧支谷英次郎 (中川家遠親) | 霧支谷英次郎 (中川家遠親) | 霧支谷英次郎 (中川家遠親) |  |  |  |  |  |  |  |  |  |  |  |  |  |  |  |  |  |  |  |  |  |  |  |  |  |  |  |  |
|                 |      |      |      |      |      |        |        |        |        |        |        |        |        |        |        |        |        |      |      |      |      |      |      |      |      |                       |                       |                       |                       |                       |                       |      |      |                   |                   |                   |                   |                   |                   |               |          |          |          |          |          |                           |                           |                           |                           |                           |                           |  |  |  |  |  |  |  |  |  |  |  |  |  |  |  |  |  |  |  |  |  |  |  |  |  |  |  |  |
|                 |      |      |      |      |      |        |        |        |        |        |        |        |        |        |        |        |        |      |      |      |      |      |      |      |      |                       |                       |                       |                       |                       |                       |      |      |                   |                   |                   |                   |                   |                   |               |          |          |          |          |          |                           |                           |                           |                           |                           |                           |  |  |  |  |  |  |  |  |  |  |  |  |  |  |  |  |  |  |  |  |  |  |  |  |  |  |  |  |
|                 |      |      |      |      |      |        |        |        |        |        |        |        |        |        |        |        |        |      |      |      |      |      |      |      |      | 勘吉                  | 勘吉                  | 勘吉                  | 勘吉                  | 勘吉                  | 勘吉                  |      |      | 金次郎            | 金次郎            | 金次郎            | 金次郎            | 金次郎            | 金次郎            |               |          |          |          |          |          | 景子                      | 景子                      | 景子                      | 景子                      | 景子                      | 景子                      |  |  |  |  |  |  |  |  |  |  |  |  |  |  |  |  |  |  |  |  |  |  |  |  |  |  |  |  |
|                 |      |      |      |      |      |        |        |        |        |        |        |        |        |        |        |        |        |      |      |      |      |      |      |      |      | 勘吉                  | 勘吉                  | 勘吉                  | 勘吉                  | 勘吉                  | 勘吉                  |      |      | 金次郎            | 金次郎            | 金次郎            | 金次郎            | 金次郎            | 金次郎            |               |          |          |          |          |          | 景子                      | 景子                      | 景子                      | 景子                      | 景子                      | 景子                      |  |  |  |  |  |  |  |  |  |  |  |  |  |  |  |  |  |  |  |  |  |  |  |  |  |  |  |  |
|                 |      |      |      |      |      |        |        |        |        |        |        |        |        |        |        |        |        |      |      |      |      |      |      |      |      |                       |                       |                       |                       |                       |                       |      |      |                   |                   |                   |                   |                   |                   |               |          |          |          |          |          |                           |                           |                           |                           |                           |                           |  |  |  |  |  |  |  |  |  |  |  |  |  |  |  |  |  |  |  |  |  |  |  |  |  |  |  |  |
|                 |      |      |      |      |      |        |        |        |        |        |        |        |        |        |        |        |        |      |      |      |      |      |      |      |      | （不明）              | （不明）              | （不明）              | （不明）              | （不明）              | （不明）              |      |      |                   |                   |                   |                   |                   |                   | 智子          | 智子     | 智子     | 智子     | 智子     | 智子     |                           |                           |                           |                           |                           |                           |  |  |  |  |  |  |  |  |  |  |  |  |  |  |  |  |  |  |  |  |  |  |  |  |  |  |  |  |
|                 |      |      |      |      |      |        |        |        |        |        |        |        |        |        |        |        |        |      |      |      |      |      |      |      |      | （不明）              | （不明）              | （不明）              | （不明）              | （不明）              | （不明）              |      |      |                   |                   |                   |                   |                   |                   | 智子          | 智子     | 智子     | 智子     | 智子     | 智子     |                           |                           |                           |                           |                           |                           |  |  |  |  |  |  |  |  |  |  |  |  |  |  |  |  |  |  |  |  |  |  |  |  |  |  |  |  |
|                 |      |      |      |      |      |        |        |        |        |        |        |        |        |        |        |        |        |      |      |      |      |      |      |      |      | リョウツ (西暦3001年) | リョウツ (西暦3001年) | リョウツ (西暦3001年) | リョウツ (西暦3001年) | リョウツ (西暦3001年) | リョウツ (西暦3001年) |      |      |                   |                   |                   |                   |                   |                   | 10代以後      | 10代以後 | 10代以後 | 10代以後 | 10代以後 | 10代以後 |                           |                           |                           |                           |                           |                           |  |  |  |  |  |  |  |  |  |  |  |  |  |  |  |  |  |  |  |  |  |  |  |  |  |  |  |  |
|                 |      |      |      |      |      |        |        |        |        |        |        |        |        |        |        |        |        |      |      |      |      |      |      |      |      | リョウツ (西暦3001年) | リョウツ (西暦3001年) | リョウツ (西暦3001年) | リョウツ (西暦3001年) | リョウツ (西暦3001年) | リョウツ (西暦3001年) |      |      |                   |                   |                   |                   |                   |                   | 10代以後      | 10代以後 | 10代以後 | 10代以後 | 10代以後 | 10代以後 |                           |                           |                           |                           |                           |                           |  |  |  |  |  |  |  |  |  |  |  |  |  |  |  |  |  |  |  |  |  |  |  |  |  |  |  |  |
|                 |      |      |      |      |      |        |        |        |        |        |        |        |        |        |        |        |        |      |      |      |      |      |      |      |      |                       |                       |                       |                       |                       |                       |      |      |                   |                   |                   |                   |                   |                   | 實直 (24世紀) |          |          |          |          |          |                           |                           |                           |                           |                           |                           |  |  |  |  |  |  |  |  |  |  |  |  |  |  |  |  |  |  |  |  |  |  |  |  |  |  |  |  |
|                 |      |      |      |      |      |        |        |        |        |        |        |        |        |        |        |        |        |      |      |      |      |      |      |      |      |                       |                       |                       |                       |                       |                       |      |      |                   |                   |                   |                   |                   |                   |               |          |          |          |          |          |                           |                           |                           |                           |                           |                           |  |  |  |  |  |  |  |  |  |  |  |  |  |  |  |  |  |  |  |  |  |  |  |  |  |  |  |  |

兩津勘兵衛（Ryōtsu Kanbee）
聲：北村弘一→外波山文明〈THE FINAL〉（日本）；陳幼文（台灣）
勘吉的祖父，現居於佃島，眉毛與其孫兩津勘吉一樣是M型。其妹是現任「超神田壽司」實際經營者擬寶珠夏春都。與兒子銀次、孫子勘吉愛錢的個性完全不同，卻是性好漁色的老頭子。因為年輕時不務正業，因此和努力賺錢維持家計的妹妹關係幾乎勢同水火，以至於妹妹嫁人後數十年間完全沒有聯絡往來。過去服役於日本海軍，曾參與日俄戰爭的日本海海戰、太平洋戰爭的珍珠港事件與中途島海戰。後來被調至台灣一段時間，戰敗後回到日本。雖然年輕時吊兒郎當，但年紀越大反而事業也做得越大，還聯合朋友（都是老人）經營軟體公司，員工的平均年齡超過80歲，不過據說後來已經將公司賣掉，改做別的生意。
兩津銀次（Ryōtsu Ginji）
聲：渡邊哲（日本）；黃天佑（台灣）
演：拉沙爾石井（台灣：黃天佑）
勘兵衛的次子，勘吉的父親。在淺草經營佃煮屋「よろずや」。十分好色。在兒子勘吉十八歲時和他大吵一架後離家出走，連當上警察後也是多年沒有回家，之後勘吉無論獨自回家或是帶人寄宿自家而返回佃煮屋時，父子倆必定大打出手，幾乎可以把整間店面掀起。
兩津友內／兩津米（舊姓：尾形）
聲：尾小平志津香（日本）；郭馨雅（台灣）
演：柴田理惠（台灣：郭馨雅）
勘吉的母親，東京都葛飾區柴又人。其弟米吉在柴又開店從事惣菜販售。
兩津金次郎（Ryōtsu Kinjirō）
聲：今井敦／岩坪理江→不明→鈴木裕美子→鈴木真仁〈童年〉（日本）；陳幼文／童年時：林美秀→郭馨雅（台灣）
勘吉的弟弟，眉毛與其兄兩津勘吉一樣是M型，是一名東大畢業的優秀執業律師，平時帶著眼鏡，穿著也很體面。個性與頭腦方面與勘吉截然不同，是個典型的好男人。與霧谷英次郎（中川家遠親，建設公司的社長）的次女・霧谷景子結婚，育有一女兩津智子，也因此勘吉間接成為中川圭一的遠親。
兩津景子（舊姓：霧支谷）
聲：岩坪理江〈第120集〉→長濱滿里子〈第218集〉（日本）；林美秀（台灣）
金次郎的妻子，「霧谷建設」社長霧支谷英次郎的次女，也是中川家的八男的妻子的父親的姪女的丈夫之甥的伯父的女兒（中川家遠親）。稱勘吉為哥哥，稀奇的是她並不討厭勘吉，反而覺得勘吉的個性很風趣。
兩津智子（Ryōtsu Kyōko）
聲：並木法子（日本）；林美秀（台灣）
金次郎與景子所生的女兒，父親兩津銀次所盼望的第一個孫女。不怕生，才剛二個月就被爺爺銀次帶去看了生命中第一次的櫻花。擬寶珠家人除了纏之外尚不認識智子。
兩津為吉（Ryōtsu Tamekichi）
聲：加藤治（日本）；梁興昌（台灣）
勘吉的曾祖父(祖爺爺)、勘兵衛和夏春都的爸爸，已過世，嘉永6年（西元1853年）生的酒鬼。曾經從天上偷跑，還引發大騷動。妻子為兩津留（りょうつ とめ）。
兩津元五郎
勘兵衛的長子，勘吉的大伯父。在兩津勘吉和麻里愛的結婚騷動時登場。
兩津龔吉
為吉的弟弟，勘吉的曾叔公，出生於上海，後來回日本的東京都台東區定居。有離婚7次、結婚8次的婚姻記錄，背上有般若刺青。
兩津美濃吉
勘兵衛的弟弟，已過世，在世時是個大地主。兩津父子曾把他擁有的一塊地拿去賣了十億元，但因阿兩投資錯誤最後全數敗光。
兩津秋冬
勘兵衛的妻子，銀次的親生母親，勘吉的祖母。
兩津實直（Ryōtsu Jicchoku）
聲：拉沙爾石井（日本）；林協忠（台灣）
登場於特別篇「2001年京都之旅」。是金次郎的後代，生存於24世紀，當時的地球遭逢外星人的生化侵略瀕臨毀滅，最後科學家終於發現能夠對抗外星人細菌的抗體，正是其生存在300年前的祖伯公·兩津勘吉身上的終極抗體「兩津GPX」。為拯救全人類的未來，他以地球防衛軍成員的身分搭乘時光機回到21世紀，展開尋找祖先及其身上的救命抗體的終極任務。
兩津龜吉
聲：拉沙爾石井（日本）；林協忠（台灣）
勘吉的祖先，長得也像勘吉，是一位貧民。慶長五年（西元1600年），在安達新左右衛門往生時，接受安達新武士所製作的梅子，但他不敢吃梅子，所以把梅子和武士埋葬在一起。

### 中川家
中川龍一郎（Nakagawa Ryūichirō）
聲：園岡新太郎（日本）；梁興昌（台灣）
圭一的父親，世界跨國企業集團之首「中川集團」現任總裁，經營的理念是「可以連續工作72小時」。不管和多大的企業集團談生意都只在意合作與否，完全不管禮儀交際（只要對方遲到5秒就拒絕合作），生意行程都是以秒為單位，因為他向來很討厭隨扈為其做事，所以絕大部分公事都由自己來。
由於工作的關係，三天只睡五分鐘，通常都是需要身後的機器背包裡相當於一整箱的營養飲料撐腰，來到日本都是站著吃拉麵，這是講求速度的緣故。因為總是全球跑透透，沒有特殊狀況的話一般十年才回日本一次，所以圭一從出生到現在也只有與他會面過兩三次，而且每一次見面都是分秒必爭，還得先跟秘書預約才行，在全世界總共有72棟住宅。曾表示自己一秒鐘能賺一億元。因為阿兩打死不退的幫圭一尋找他，因而對阿兩十分欣賞，後來都稱呼他為Mr·兩津。
曾因為自己竟然只連續工作了71小時55分鐘就累得睡著了，決定辭去中川集團社長的職位，為此家族特地舉行一場繼承人選拔比試，但就在阿兩費盡苦心讓圭一獲勝時，卻發現自己的錶其實慢了五分鐘，因此收回辭職的決定，讓阿兩這次是枉費心機。後來圭一因為看到阿兩的全家福照片與生活照之後為了能找到正在跑業務的他而懸賞2000萬美金，但卻意外在世界各地找到12個與他長相相似的人，差一點讓圭一精神耗弱，最後在忠犬八公銅像前正式地拍了一張父子合照。
中川小百合（Nakagawa Sayuri）
圭一的母親，美容綜合公司社長。動畫版從未出現。
中川登志恵（Nakagawa Toshie）
圭一的妹妹，巴黎名牌社長兼設計師。動畫版從未出現。
中川三龜松（Nakagawa Mikimatsu）
聲：泉尚撃（日本）；陳幼文（台灣）
圭一的大伯公，龍一郎的伯父，長年生活於無憂無慮狀態，也是個生意人，跟阿兩算合得來的朋友。有一次阿兩成立自己的公司後計畫從中川企業的最底層一路竄升上去最後把中川集團整個吃掉，原本圭一因為有自己家族掌握足夠的股票而暫時放心，但當他把自己手上的股票轉讓給阿兩後情勢立即大變，差點沒把圭一嚇死。
波爾·中川（Boyle Nakagawa）
聲：側見民雄（日本）；梁興昌（台灣）
圭一的祖父，中川集團第11任總裁，20年前交棒給現任的中川龍一郎。
迪克·中川（Dick Nakagawa）
聲：上別府仁資（日本）；陳幼文（台灣）
圭一的大叔父，旅居美國紐約的中川航空社長。
中川重吉（Nakagawa Jūkichi）
聲：椙本滋、上別府仁資（日本）；黃天佑（台灣）
圭一的大叔父，旅居瑞士的中川銀行董事長兼中川電工會長。
中川英世（Nakagawa Hideyo）
聲：永野善一（日本）；陳幼文（台灣）
圭一的大叔父，中川物產會長兼中川鐵道社長。
中川龍之介
圭一的曾祖父，中川集團第10任總裁。中川三龜松、波爾中川、迪克中川、中川重吉、中川英世的父親。
中川鶴松（Nakagawa Tsurumatsu）
聲：下崎紘史（日本）；陳幼文（台灣）
中川三龜松的孫子，旅居美國夏威夷，過著享受人生的生活。繼承人選拔比試的候選人之一。
中川榮一（Nakagawa Eiichi）
聲：高杉航大（日本）；黃天佑（台灣）
中川英世的兒子，中川物產執行董事，負責的主要業務為期貨交易。繼承人選拔比試的候選人之一。
中川重一（Nakagawa Jūichi）
聲：竹本英史（日本）；梁興昌（台灣）
中川重吉的兒子，中川銀行副總裁。繼承人選拔比試的候選人之一。
巴隆·中川（Baron Nakagawa）
聲：佐佐木健（日本）；陳幼文（台灣）
迪克·中川的兒子，中川航空兼中川證券執行長。繼承人選拔比試的候選人之一。

### 秋本家
秋本飛飛丸（Akimoto Pyunpyunmaru）
聲：西村知道→石井康嗣〈第248集－至今〉（日本）；黃天佑（台灣）
麗子的父親，秋本集團（秋本貿易）的董事長。擁有大約兩百兆（日圓）的身價。經常為了相親的事情感到憂心忡忡。在特別篇3-8中假扮成X先生，利用綁架的方式把自己的女兒關在位於英國的某間絕對攻不下來的城堡中，並以此挑選女婿，在眾多人選中他唯一賞識的就只有身為中川集團少東的圭一。
秋本芙蘭索瓦茲（Akimoto Francoise）
麗子的母親，法國人，不會說日語。在動畫版中沒有露面過。也是非常知名的設計師「瑪莉‧羅蘭」。看中兩津的做工的技術，曾請他到巴黎當雕刻師。
秋本優（Akimoto Yū）
聲：佐藤惠（日本）；郭馨雅（台灣）
麗子的妹妹。在特別篇SP3-15《龜有的超級巨星》中登場，並且想帶著麗子回法國，卻被兩津千辛萬苦追到法國並說服她繼續回去當警察。此外對曾公開表明阿兩是他喜歡的類型。

### 大原家
大原良子（Oohara Ryōko）
聲：柴崎真理（日本）；林美秀（台灣）
大次郎的妻子，雖然不是妻管嚴型，但大次郎始終很尊敬她。對待兩津勘吉的態度，跟老公明顯成對比。會暈車，所以大次郎才不買車，但在日版漫畫43-3集、日版動畫和台版動畫第104集有買車，是大次郎為了方便通勤而買的。
角田廣美（Kakuta Hiromi，舊姓：大原）
聲：日高奈留美〈第1－33集〉→森谷密〈第34－128集〉→七緒春日〈第129集－至今〉（日本）；郭馨雅（台灣）
大次郎的獨生女。大次郎對這個獨生女十分寵愛，在她還沒出嫁前，大次郎在家裡對她可說是百依百順，出嫁時大次郎極其傷心。初登場時阿兩和派出所同事一起到所長家幫所長慶生時在路上遇見她，一開始阿兩不知道她就是大次郎的女兒，還在她面前大肆批評大次郎，後來她表明身分後阿兩非常尷尬，幸虧她恰好認為阿兩說的是實話，所以沒有怪罪他。
角田英男/英雄（Kakuta Hideo）
聲：堀米聰（日本）；黃天佑〈第58集〉→陳幼文〈第299集〉（台灣）
廣美的丈夫，也是大原所長的女婿。和廣美是小學同學，目前任職於某電玩軟體公司。
角田大介（Kakuta Daisuke）
聲：並木法子（日本）；林美秀（台灣）
英男的長子，被設定於2004年8月10日出生。
角田櫻（Kakuta Sakura）
英男的女兒，大介的妹妹，這個名字是廣美夫妻拜託所長取的。

### 麻里家
麻里晩（Asato Ban）
聲：宮澤正→坂口哲夫（日本）；陳幼文（台灣）
小愛跟小凜的父親，爆笑拳法「翻墮羅拳」的創始人，特徵是頂著一頭馬桶蓋髮型，個性也很好色，還有一條能帶給自己好運的鬍鬚（能娶到今日子也是鬍鬚託的福，若鬍鬚沒了就會倒楣連連）。對老婆今日子唯命是從，一有家事吩咐就會馬上照做，是個妻管嚴。由他創立的「翻墮羅拳」是一種在打鬥中加入笑點的拳法，手段極為特殊、奇異化，比如說像是用吐口水或丟狗大便來使對手產生空隙，藉此獲勝；但因為太沒水準，至今後繼無人。為要找爆笑拳法「翻墮羅拳」的繼承人，因此找上了兩位兒女來繼承；但小愛寧願跟兩津過著幸福的日子也不願繼承，加上小凜身為女兒身且必須在香港拍戲，更因此而苦無後主。
麻里今日子（Asato Kyōko）
聲：土井美加→莊真由美（日本）；林美秀（台灣）
小愛跟小凜的母親。全職家庭主婦。時常親手餵老公吃東西，特別是自己做的愛心便當。有潔癖，也常常會叫老公做家事，然而武功比老公還厲害。職業是美食家跟賽車手。因當初麻里晚對自己有救命之恩而一見鍾情，後來搭飛機出國私奔。僅在16歲時就生下一對龍鳳胎，也就是麻里愛和麻里凜。
麻里凜（Asato Rin）
聲：麻生香穗里（日本）；郭馨雅〈第60集〉→林美秀〈SP3-4〉（台灣）
身高175→177cm，體重53→57kg。小愛的雙胞胎妹妹，外號「阿薩多玲」，在香港電影圈發展的女演員，很愛耍大牌又驕傲。在一次找麻里愛繼承一事的途中還被兩津勘吉誤認，在漫畫版中還曾暫時代替麻里愛在公園前派出所上班，和麗子很有上流女性話題聊。對男同事的話，連所長大原大次郎都不放在眼裡。特別篇SP3-4再次出現，曾當場與茱蒂打鬥了起來，最後在得知真相後和好。

### 本田家
本田改造、本田門樹及伊步三人有雙重人格的設定為動畫原創，漫畫沒有此設定。
本田改造（Honda Kaizou）
聲：真島啓（日本）；陳幼文（台灣）
速人的父親，「本田輪業」的老闆，而店裡賣的機車都是以當時訂購的古董機車（其中最昂貴的車種為陸王RX型750），由於一直都賣不出去因此全部所有車種都以定價來賣。對摩托車非常執著，而穿上工作服就會性格大變。
本田瑛璃華（Honda Erika）
聲：長濱滿里子（日本）；林美秀（台灣）
速人的母親，改造的老伴。與本田家的其他成員比，性格較為普通，在首次登場時在準備晚餐時瘋狂的切菜，拿到刀具（一說走進廚房）就會變身。
川崎伊步（Honda Ibu，舊姓：本田）
聲：笹本優子→嘉數由美→佐佐木瑤子（日本）；林美秀〈第117·244集〉／郭馨雅〈第183·329集〉（台灣）
速人的妹妹，門樹的姐姐。曾因親眼目睹速人受爆竹炸到而開始極度怕生（其實是因為被兩津勘吉小時候從摩天輪丟下的爆竹嚇到所造成），尤其是男性，在阿兩的幫助下漸漸敢和男性交往。
帝京大學學生，畢業後與機車社社長川崎瀨忍結婚，並從夫姓為川崎伊步。對速人來說，妹妹一直是個小孩子，速人一聽到妹妹有男友或要結婚，立即昏倒，還曾變回暴走族老大的身分，但最後還是放手讓妹妹得到幸福，雖然在婚禮上抱著阿兩哭得不成人形。
騎上大象就會性格大變，連本田家的男人也擋不住。最後與丈夫到非洲當志工，然而速人一聽到川崎寄來的航空信件內容時當場痛哭流涕。
本田門樹（Honda Kadoki）
聲：植木誠→近藤孝行（日本）；梁興昌（台灣）
速人與伊步的弟弟，目前是中學生。因為名字與『猴子』（もんき）近音，綽號「猴子」。主張節能減碳，騎上自行車就會性格大變。曾因為父親希望能繼承機車店，理念不合而大吵一頓。
川崎瀨刃（Kawazaki Zefua）
聲：楠大典（日本）；梁興昌（台灣）
東都大學機車社社長，伊步的男朋友，後來跟伊步結婚，修車技術一流。最後與伊步到非洲當志工，並在當地開設「本田輪業非洲分店」。

### 擬寶珠家
經營著傳承300年老字號壽司店「超神田壽司」的家族（ちょうかんだずし）。
擬寶珠貴一廊
超神田壽司開店店主。夏春都的老公，憂鬱、小纏、檸檬和蜜柑的祖父。在第二次世界大戰被徵召派去東南亞島嶼打仗，不久因此而戰死。
擬寶珠夏春都（Giboshi Gebaruto）
聲：小宮孝泰（日本）；林美秀（台灣）
生於明治33年5月10日。擬寶珠家的大家長，勘吉的大姑婆，勘兵衛的妹妹，小纏的祖母，原名兩津夏春都，大正12年嫁給當時的超神田壽司店主貴一廊。因跟哥哥勘兵衛不和，出嫁後八十年沒連絡，直到要到阿兩家提親才赫然發現原來勘吉是自己的姪孫。是個超級阿嬤，擁有更勝阿兩的行動力以及生意頭腦，但同時具備冷靜的判斷以及穩定的經營能力，雖然堅守著超神田300年來的傳統味道、但也不排斥新式創意料理，非常注重壽司品質、不是高級的食材絕對不用。各種傳統技藝也都是專家，而且即使是新科技也能快速上手。
很能對付阿兩，有時更勝大原所長，動畫中常常因為某種小事而拿薙刀追殺阿兩，還向阿兩表示如果不喜歡她這套就別來。因為很清楚錢到了阿兩手裡絕對留不到一個鐘頭，所以都用禮券之類的東西代替薪水或是紅包給他。原本阿兩（當時以淺草一郎為名在店裡工作）到超神田當學徒時因為他高超的學習能力因此對阿兩十分中意，甚至已經在心中內定就是孫女婿的不二人選，但在知道阿兩的真實身分後馬上改變想法取消婚約。
因為勘兵衛的素行不良，一直以「兩津家的男人不可信任」之口號告誡自己以及擬寶珠家的人，但因為寶貝孫女檸檬對阿兩的好評，對阿兩的評價有改善的跡象，目前已經相當肯定阿兩擔任壽司師傅的實力，認為他以後可以獨立作超神田分店的店長，動畫中對於兩津家這個身分很不認同，但是在漫畫至目前台版151卷，是頗認同兩津的，對其信任度很高。
漫畫中的夏春都對待阿兩與動畫中有很大的不同，並不會整天揮薙刀(只有初見面那次揮)，對阿兩特別嚴格但是也待其很好，也有許多肯定與信任，時常讓阿兩著手超神田壽司的大小事務(通常是使用新科技、開發新產品、行銷、考察和開新分店)，雖然偶有虧損，但是以阿兩得到的分紅與其對話來看，總體獲利更多，也因此時常稱讚阿兩(阿兩搞事或沒耐心搞砸也會損他)。小纏與阿兩的關係也偶爾會稍微推一把，並都是認為小纏很適合阿兩，也曾經向小纏敘述阿兩與小纏的爺爺的性格很像，每次看到他都會讓她想起小纏的爺爺，也對阿兩說過小纏很像她。並沒有如動畫中反對與不准阿兩太靠近自己的孫女們，甚至十分肯定阿兩帶小孩(檸檬與蜜柑)的能力與溫柔。台版150卷中，展現出自己對阿兩的感謝之情。
目前已知她在2046年時還以146歲的高齡硬朗的活著，與阿纏在日本橋經營和服店。已升格為曾祖字輩（因金次郎的長女智子誕生，按輩分為曾姑祖母。）
雖然她討厭哥哥勘兵衛，但在漫畫檸檬減肥一話中，敘述自己過去戰時飢荒年代，勘兵衛為她挖的地瓜是她人生中記憶最深刻的味道
擬寶珠夜婁紫喰（Giboshi Yorushiku）
聲：西松和彥（日本）；梁興昌→黃天佑（台灣）
夏春都之子，憂鬱、小纏、檸檬、柑橘的父親。雖然擔任超神田壽司店主，不過超神田的實際經營權力由母親全權掌理，自己只是個全職壽司師傅。雖然擬寶珠家是作品的主角家庭之一，但算是存在感不高的角色。名字的由來是取自日文「請多指教」。
擬寶珠桔梗（Giboshi Kikyou）
聲：木村亞希子（日本）；郭馨雅→林美秀〈第226集〉（台灣）
夜婁紫喰之妻，先後生下長男憂鬱與三女小纏、檸檬和柑橘。是家裡三餐的主廚，從不過問超神田壽司，專心照顧家庭的主婦。夫妻倆都非常尊敬夏春都，所以婆媳問題幾乎沒有。嫁到擬寶珠家前是日本傳統舞蹈的老師，本來也有悉心的指導長女小纏，但是在小纏被憂鬱影響而變得男孩子氣後，似乎就沒再繼續。
擬寶珠憂鬱（Giboshi Yuuutsu）
聲：小川輝晃（日本）；梁興昌（台灣）
小纏的哥哥，高大英俊很有男子氣概，在京都的料亭「超雅」修業，料理手藝非常高超，同時擁有職業水準的棒球球技，小纏就是受到憂鬱的影響才會去跟著哥哥學棒球壘球，也因此小纏被帶出如男子般的個性。缺點是相當自戀，而老實說只要女生和他四目相對三秒鐘就會認為她對他有意思。如果喝酒過後就會因為某些事情而一直哭不停，然後哭完鬥志就會整個回來，於漫畫版的暗戀對象為早矢。
擬寶珠檸檬（Giboshi Remon）
聲：齋藤彩夏（日本）；林美秀（台灣）
年齡5歲，出生於平成14年（西元2002年）12月11日，血型O型，身高95cm、體重15kg。小纏的妹妹，幼稚園兒童，個性像小大人，不過年齡雖然小，但比兩津勘吉要成熟的多（因為喜歡看時代劇，一部分應該也是奶奶教育出來的），可是偶爾也會露出小孩子的感覺，阿兩也對她十分的保護。是唯一能對阿兩訓話並讓他悔改的人物。
是一個味覺程度相當高超的天才兒童，在超神田壽司店有「神之舌」的味覺美譽，甚至連混合米的種類和百分比都分得出來，因而負責品嚐鑑定料理的工作，也曾靠嗅覺聞出菜餚中被下安眠藥，因為功力遠近馳名，就連一流的餐館或是只招待熟客的超高級食樓都要看她的面子。此外下將棋的技術也是高人一等，得過全國將棋大賽幼稚園組的冠軍。之前都是搭乘Jaguar上下學，但之後開始騎阿兩製作的腳踏車上下學。
喜歡兩津勘吉（但在動畫版登場初期因為奶奶的影響，而不喜歡他）。動畫版中甚至曾對小纏說「妳不要勘吉的話，那我倒是很願意嫁給他當老婆」。
在2046年成為超神田壽司（在那時已改為高級餐廳）的老闆娘，並已婚且有孩子。
特別篇Final中由於塞布莉娜公主要去接見日本的達官顯貴，沒辦法參觀日本的文化生活，因此在自己的提議下，與之互換身分、由自己代替塞布莉娜接見日本的達官顯貴，卻也因長相與塞布莉娜公主相似而遭到綁匪綁架，最後被救出。
擬寶珠柑橘/蜜柑（Giboshi Mikan）
聲：鮭延未可（日本）；郭馨雅→林美秀【第316集後】（台灣）
小纏與檸檬的妹妹。平成17年6月23日生。現在正在學習簡單的字句，目前已經會說小纏、檸檬和阿兩的名字（頭一次叫勘吉時是叫化名「一郎」）常常和檸檬或小纏一起出外散步，所以她們兩個很能理解她的意思。
在2046年成為超神田壽司（在那時已改為高級餐廳）的大主廚兼會計。

### 磯鷲家
磯鷲劍之介
早矢的父親。磯鷲流三十萬人的總帥，劍道十段，生性嚴以律己。討厭說謊的人、懲處手段也狠到兩津相當懼怕。
磯鷲穗之華
早矢的母親。錦織部流第二代，弓箭師範七段。舊姓錦織部，娘家在京都四條經營和服店，同時也是自平安時代以來的陰陽師家系、是早矢能看見另外空間的源由。
磯鷲蘆嵐
早矢的哥哥之一，長男。日本武道會會長，格鬥奧義道總師。
磯鷲蘿虎
早矢的哥哥之一，次男。古武道總大將，擊破拳王位。
磯鷲飛龍
早矢的哥哥之一，三男。劍道八段，合氣道極意。
彥兵衛
磯鷲家總管，年事雖高，身手卻老當益壯。通常以騎乘他的愛駒「龍王丸」為主要代步方式。

### 飛鷹家
飛鷹右京
生日8月1日，血型A型，身高177公分，體重49公斤。
飛鷹家的二女，左京的雙胞胎妹妹，個性開朗，和姊姊長的幾乎一模一樣，但只要看眼神就可以輕易辨認。有一顆溫柔的心，甚至和動物能心靈相通（貓、馬、熱帶魚、大溪地的魔鬼魟）。阿兩很喜歡她溫柔善良的個性。是漫畫版中和阿兩較親近的女性之一。
高中時因受到雙胞胎姊姊左京的影響開始學射箭，騎射的功力在日本算是少數技術高超的人。在京都唸大學時，還一邊在料亭以包吃包住的方式打工。
國中校外教學到京都參觀，看到騎射表演後深感動，高中時參加磯鷲家的騎馬俱樂部，與磯鷲早矢是好友。愛馬「琴姬」原本是匹白馬，身體虛弱而透出血色，皮膚像是櫻花的顏色。右京從小細心地照料牠，而成為同年的馬中最有體力的。
立射技術有「變化自如之箭」，特製的箭鏃只有兩片羽毛，弓箭上下飄還能正中靶心。騎射技術有特別鑽研的「拐彎箭」，使箭會轉彎射到靶子。愛護動物的心使右京達到流鏑馬（騎射比賽）的人馬一體境界。因右京的純真善良，即使窮困仍努力工作賺學費的特質，使兩津難得會為自己的貪心反省。
曾主動將電話留給兩津，邀他放假時到千葉的老家玩。兩津曾想過將早矢與右京兩人一起娶回家。被兩津評論為｢飛鷹家唯一的良心分子｣。
飛鷹左京
生日8月1日，血型A型，身高177公分，體重49公斤。
飛鷹家的長女，右京的雙胞胎姊姊，個性冷酷，擅長弓箭術，與早矢競爭箭術。
飛鷹日光 & 飛鷹月光
生日8月1日，血型A型，身高155公分，體重40公斤，三圍80/56/79。
飛鷹家的三女么女，雙胞胎姊妹，就讀的高中是超一流的名校。兩人外在和個性沒有差異，個性開朗，喜歡互相吐槽，夢想當搞笑藝人（類似相聲的雙人組），目前朝向超人氣搞笑相聲二人組的目標努力中，但每次登場兩個人都會像分身一樣講個沒完沒了。
與父親二徹同住在千葉縣的海邊，直到拜訪阿兩前，都未曾到東京過。成績優秀，就讀於貴族學校聖菲雅莉女子學園高中部。雖然飛鷹家較窮困，但日光月光以優秀學生資格外插進入，不必負擔太多學費。
飛鷹二徹
飛鷹一家之主，脾氣相當暴躁。是位漁夫，極為熱愛棒球，支持巨人隊。

### 爆龍家
爆龍鬼虎（Bakuryuu Onitora）
聲：小村哲生（日本）；梁興昌（台灣）
身高170cm，體重90kg。
美國陸軍上校，通稱「爆龍上校」（爆竜大佐），日本人，西鄉波爾波以前在入伍時代的長官，率領的軍隊世界最強的，所屬的攻擊直升機隊統一使用美軍AH-64阿帕契直升機，登場時會播放華格納《女武神的飛行》。
經歷第二次世界大戰、韓戰、越戰的老兵，身上有多場戰爭時期留下的傷疤，喜歡為他人講解這些作為輝煌軍人歷史的傷痕（有一道是被老婆抓傷的疤痕）。習慣以開槍代替打招呼，經常用槍掃射別人，而且會有意無意的露出身上的眾多傷痕勳章向他人炫耀。
家庭是跨國（美日）婚姻，有三子一女，剛好兒子遺傳到自己的強健體魄，女兒遺傳到太太的美艷性感。一家人在陸海空三軍和太空領域都是強人，和超正統日本磯鷲一家完全不分軒輊，可說是作品中東西方最強悍的兩個家族。曾多次為茱蒂舉辦「選婿大賽」。
茱蒂母親
聲：尾小平志津香（日本）；林美秀（台灣）
爆龍上校的妻子，茱蒂的母親，美國人，金髮美女，茱蒂的美艷性感就是遺傳自她本人。只有在爆龍上校收藏的照片中登場露臉以及與爆龍上校通話時發聲。
茱蒂·爆龍·卡倫（Jodie Bakuryuu Karen）
聲：齋藤禮子（日本）；郭馨雅（台灣）
身高180cm，體重62kg，生日是8月15日，三圍是B105·W63·H98（動畫版：身高175cm，三圍B95·W54·H90）。
美國海軍陸戰隊隊員，也是爆龍上校之女。武功高強，曾有著一人單挑十名海軍陸戰隊成員最後把他們全打進醫院的輝煌紀錄。現在服役於美國海軍航空母艦卡爾文森號，軍階是海軍中士。和波爾波一樣用起槍來毫不手軟，此外還很會射飛刀（自稱射樹上的小鳥百發百中），連身材都比麗子還要火辣。
是波爾波的女朋友（半未婚妻），爆龍上校要波爾波先打倒她才能娶她。當然她非常喜歡波爾波，期待著波爾波可以早日打敗她，但由於波爾波看見火辣熟女就會狂噴鼻血的毛病導致此願望一直都無法實現。
是個醋罈子，據兩津表示她絕對不允許有心跟她在一起的男生移情別戀，就算是電玩遊戲裡的女生也一樣，如果惹毛她的話會發生慘事，就是進去拿格林機關槍跟火箭炮大肆破壞，而且沒人能阻止。稱呼波爾波為「波比」（與其飼養的杜賓狗同名，有寶貝的含意）。在野外露營時常去抓野味加菜，但常讓阿兩他們胃口全消。
特別篇SP3-4一度因為波爾波被小凜帶去香港自宅的事被她發現，而當場與小凜打鬥了起來，最後在得知真相後和好。

### 西鄉家
西鄉小金丸（Saigou Koganemaru）
聲：岩城和男（日本）；黃天佑（台灣）
波爾波的祖父，身份為忍者。登場時都是以僧人的裝扮出現。與阿兩一樣是錢鬼跟色鬼。希望孫子波爾波能夠辭職警察職務繼承忍者，但波爾波不願繼承，而收留了阿兩做徒弟（目的是為了六千坪的土地）。
讓學習忍術的人穿忍者服，但給美女穿的都是兔女郎裝，像是麻里愛(最初還不知道性別)，麗子，阿纏。

### 日暮家
日暮起男（Higurashi Okio）
聲：矢尾一樹（日本）；陳幼文（台灣）
日暮熟睡男的雙胞胎弟弟。與大哥一樣擁有超能力並能與之抗衡，兩人吵起架來可以毀滅一座城市。他一天24小時都沒有在睡覺，跟中川龍一郎一樣總是全球跑透透，但體力遠比中川龍一郎強盛，一直認真於工作，替公司奪得上千億元的契約，故外號為「企業戰士」，作息跟大哥完全相反，四年只睡一次，另外由於一直醒著的緣故，時間觀念超級的差，總是不知道年月日。

### 電極家
自家經營「超級電子」科技集團的家族，其企業在日本是數一數二的知名科技大廠，家人的姓名都是以電子物理學的專有名詞命名。
電極史派克（Denkyoku Spark）
聲：楠大典（日本）；梁興昌（台灣）
「超級電子」科技集團社長，與中川集團社長中川龍一郎一樣都是個業績工作狂，科技產品總不離身，身上科技產品一應俱全，像個特務，也像白鳥麗次一樣付錢都用信用卡。會不時的到龜有公園前派出所或是超神田向兩津勘吉炫耀自己研發的新科技產品，甚至和中川企業較量高科技產品的開發。
電極冷（Denkyoku Rei）
聲：堂之脇恭子（日本）；郭馨雅（台灣）
電極史派克的妻子，「超級電子」科技集團社長夫人，普拉斯、麥拉斯、P的母親。因為看不慣丈夫史派克把長子普拉斯弄得像機器人一樣毫無感情，甚至還想讓麥拉斯等兒子同樣栽培而因此差點鬧到要和丈夫離婚。
電極＋(正)／電極普拉斯（Denkyoku Plus）
聲：竹內順子（日本）；郭馨雅〈第34集〉→林美秀〈第165集後〉（台灣）
電極史派克的長子，就讀小學二年級，是個懂電腦的天才兒童，擁有三家軟體公司，對電腦方面瞭若指掌，連上課使用的東西都完全跟電腦科技沾上邊。由於受到父親史派克的影響弄的幾乎沒有情緒變化，就像機器人一樣。缺乏運動，體力不佳，有一次和阿兩和檸檬一起去參加三社祭時被拉去抬兒童神轎差點累死，但因為普拉斯人像電腦一樣冷靜，所以完全不怕鬼屋或恐怖片。
喜歡擬寶珠檸檬，兩人一樣都是小大人的天才兒童，遇到檸檬後像機器人一樣毫無感情的個性開始有所改善，並且常用半非法手段探查檸檬的外出休閒活動，但生性害羞的普拉斯表達方式往往都需要靠簡訊或阿兩等人幫忙，知道檸檬喜歡阿兩時曾大受打擊。
電極－(負)／電極麥拉斯
電極史派克的次子，就讀幼稚園，母親電極冷擔心次子也像長子普拉斯一樣差點鬧到要和他離婚，後來因為帶去遊樂園玩後才改善。
電極P
電極史派克的三子，使用的嬰兒床也是父親史派克的作品，功能包羅萬象，在動畫版沒有出現。

### 繪崎家
繪崎可樂助（Ezaki Korosuke）
聲：松山鷹志（日本）；梁興昌〈電視版〉、傅品晟〈劇場版2〉（台灣）
中川的大學教授，任教於英國劍橋大學，專教機械工程，另外還擅長物理宇宙學。有著變化多端的性格，視情況不同而有英國、法國、中國以及俄羅斯風的性格（同時還會以該國傳統服裝打扮出現），還曾Cosplay過《鬼太郎》裡頭的眼珠老爹。育有四女。看起來雖然聰明，卻常發明一些沒用的作品，甚至愛將兩津勘吉作為實驗白老鼠；失敗的佔大部分，且某些失敗品還會危及眾人安全。兩津還曾因此發誓再也不要使用他的發明。喜歡搪塞，就是坐在一邊喝茶或咖啡，故作外人，置身事外，推託功力連阿兩都自嘆不如。動畫版中唯有他一個人有「教授」的頭銜。駕駛技術十分差勁，容易發生車禍或翻車。
名字「可樂助」源自藤子.F.不二雄動漫作品《奇天烈大百科》的可羅（コロ助）。
繪崎春子（Ezaki Haruko）
聲：栗田日鶴（日本）；林美秀（台灣）
繪崎家的長女。於美國西海岸大學留學，動畫版則是居住非洲，負責逮捕野生動物盜獵者。
繪崎夏子（Ezaki Natsuko）
聲：湯浅香織（日本）；郭馨雅（台灣）
繪崎家的次女。於法國大學留學，動畫版則是居住百慕達海域的潛水艇中，進行地質調查。
繪崎秋子（Ezaki Akiko）
聲：鈴木裕美子（日本）；林美秀（台灣）
繪崎家的三女。於意大利大學留學，動畫版則是居住北極，乘坐雪橇橫越北極圈。
繪崎冬子（Ezaki Fuyuko）
聲：松浦有希子（日本）；郭馨雅（台灣）
繪崎家的四女。於德國大學留學，動畫版則是居住外太空的太空梭中，研究宇宙奧秘宇宙飛行士。
松井貴代（Matsui Kiyo）
聲：佐藤太（日本）；郭馨雅（台灣）
繪崎家的家政婦。是一個很厲害的老婆婆。服侍繪崎家已有四十多年經歷。

## 熟人相關

### 龜有居民
尾崎網彥（Ozaki Amihiko）
聲：高瀨右光（日本）；黃天佑／梁興昌〈ep.1後段〉（台灣）
「尾崎模型店」的店長，龜有商店街聯合會會長，「兩津勘吉的年終獎金爭奪戰」首領，時常賣兩津喜愛的模型給阿兩，但都被阿兩給賒帳沒還；不僅如此其他店家也是同樣待遇；因此與相關店家決定成立兩津勘吉獎金爭奪戰，利用阿兩每年發獎金的期間來對付阿兩並討錢回來，並且一辦就辦了八次（動畫版是如此，但這只是由尾崎擔任討債頭領時舉辦的次數；把前人的血淚史也算進來的話，已辦超過三十次）。將獎金爭奪戰看得跟比賽般重要；但結局往往都是獎金泡湯，阿兩與老闆相關店家皆未得手。
成功以自身多年的模型經驗研發出機械怪手「借錢X號」，雖然該機器因漏電爆炸而失敗，不過因為其機械觸手的功能維修後未受影響，該機器日後很可能會再出現。雖然經常追著阿兩的屁股要債，但是在商店街遇到危機時還是會低頭向阿兩求救。
山口桃江（Yamaguchi Momoe）
聲：天野慶子（日本）；郭馨雅（台灣）
動畫原創角色。「駄菓子屋山口」店主，龜有商店街顧問，時常對尾崎的獎金計畫提出異議，「兩津勘吉的獎金爭奪戰」副首領。從不相信任何電子產品，因為本人表示說「只要用最簡單且原始的方法就可以輕鬆捉到阿兩。」，然後每一次都有成功捉住。龜有老人會的會員之一，即使一開始就已經知道阿兩帶老人們去遊玩的夏威夷是假的，也沒有當場揭發其編造的謊言，而是用暗示的方式跟阿兩耳語。
菊池與太郎（Kikuchi Yotarou）
聲：松村武→竹本英史（日本）；梁興昌（台灣）
動畫原創角色。「菊池魚店」店主，龜有商店街A班（東地區）班長。懼怕老婆，且因為拿不回阿兩欠的債，因此老婆常會氣到離家出走。登場總會揹著自己的嬰兒（聲：並木法子（日本）；林美秀（台灣））。
鶴田（Tsurota）
聲：松野太紀→西村仁（日本）；梁興昌／林協忠〈ep.17前段〉／黃天佑〈ep.17後段·ep.181〉（台灣）
動畫原創角色。拉麵店「鶴龜軒」店主，有時會用攤販的推車出來販售拉麵。
龜田則正（Kaneda Norimasa）
聲：松野太紀→木内秀信〈第43集－〉（日本）；黃天佑（台灣）
動畫原創角色。24歲，拉麵店「鶴龜軒」店員，龜有商店街B班（西地區）班長代理。曾在去寵物公寓四樓〈極地動物區〉外送拉麵時因為109號房住戶的鈴木外出買東西晚回來，然後在門外等待回來付錢時差一點被凍死。
佐藤正夫（Satou Masao）
聲：八嶋智人→渡辺秀行→小和田貢平（日本）；梁興昌（台灣）
動畫原創角色。「佐藤電器店」店主，龜有商店街C班（南地區）班長。
平忠志（Taira Tadashi）
聲：森貞文則→永野善一（日本）；黃天佑〈ep.1〉／梁興昌〈ep.17·The FinaI〉／林協忠〈ep.21-64〉／陳幼文〈ep.105起〉（台灣）
動畫原創角色。「排气居酒屋」店主，龜有商店街D班（北地區）班長。
姬路秀三郎（Hineji Shousaburou）
聲：岩城和男（日本）
阿兩於商店街認識的古玩店老闆。曾經委託阿兩去找傳說中武田信玄退隱後所居住的地下幻城與黃金鰗裝飾，在《年終獎金爭奪戰2》中曾在阿兩萬般請求下把年終獎金換成四枚明治時代的金幣。
純平（Junpei）
聲：日高奈留美／黑田由美／竹內順子／又村奈緒美（日本）；郭馨雅（台灣）；顧詠雪（香港）
動畫原創角色。是周圍的小朋友當中最常來找阿兩的，總與弟弟勝平一起登場。曾一度為了母親未守信用而鬧彆扭，獨自一人爬上澡堂煙囪。
勝平（Kapei）
聲：松浦有希子／鈴木真晝（日本）；林美秀（台灣）；莊巧兒（香港）
動畫原創角色。是周圍的小朋友當中最常來找阿兩的，純平的弟弟。

### 天國・地獄
花山理香（Hanayama Rika）
聲：坂本明→下崎紘史（日本）；陳幼文（台灣）
通稱為花山爺爺，任職於天國警察署課長、人間治安部長，綽號「報應老頭」。因為出生時候以為是女生，所以才取名為「理香」，本人視之為黑歷史。很愛泡妞，還曾經企圖和麻理愛交往，當然他在知道麻里愛是個男的以後大受打擊。透過閉路電視觀察人間活動情形，並以魔法懲罰惡人。但施加於阿兩身上的懲罰完全無法使阿兩真心反省。曾為了使阿兩能反省自己所作所為，特地下凡來教訓阿兩，卻不慎弄丟魔法拐杖，與阿兩引爆爭奪手杖大戰，意外使他從天國警察署課長變成天國藝人。
花山小梅（Hanayama Koume）
聲：生駒治美（日本）；林美秀、郭馨雅〈特別篇〉（台灣）
花山理香的孫女。就讀於天國高校。與爺爺一樣會使用魔法，道具則是魔法弓箭與樹枝魔法棒。因為沒見過人間的世面，一開始與阿兩見面後被甜言蜜語迷惑，使用時空魔法來到一星期後的世界協助阿兩購買上週（現在）賽馬的結果。在天國的時候聽到同學們關於人間很好玩的趣聞就感到憧憬，又因為爺爺的管教太過嚴格，便決定離家出走，來到派出所跟阿兩見面，想去的地方是原宿。
閻魔大王
聲：小村哲生（日本）；陳幼文（台灣）
地獄的支配者，拒絕兩津下地獄。

### 阿兩警察時期的熟人
白濱卡翠娜（Shirahama Katrina）
聲：天野慶子（日本）；郭馨雅（台灣）
微笑微笑宿舍的管理員，是一名老婆婆。意外的是名字與秋本麗子全名的中間名「カトリーヌ」相同。
貌丹邑枒可多‧潘蒂魯（Yakto Pantel）
僅原作漫登場，因貌丹邑發音類似爆乳，被稱為「爆乳大佐」日裔四代。生日7月14日、身高180cm、體重65kg、血型AB型、三圍B120・W65・H90。
乘航空母艦「企業號」並擔任美國海軍陸戰隊指導教官的女性上將(大佐)，曾經調任到卡爾文森號擔任茱蒂的上司，也是美國特種作戰司令部（SOCOM）的前教官，但未說明擔任教官前所任職的特殊部隊是哪個。本作首屈一指的爆乳美女，常攜帶鞭子，對訓練稍有怠慢的隊員直接揮鞭訓斥，猶如魔鬼教官般嚴厲（但經兩津抗議後改用紙扇訓斥，雖威力減弱，但可以將兩津打飛的程度）。另外游泳方面有著驚人的泳速。從茱蒂口中得知老鼠是她唯一害怕的事物，兩津想出扮老鼠整她的點子。於是當晚扮成老鼠的兩津偷溜到她房間來整人，但她看到穿老鼠裝的兩津反而直接拿突擊步槍掃射，因為在部下面前不能隨意暴露弱點並保持冷靜，並招來這結果。
其名字的來源是納粹德國所開發的驅逐戰車「獵豹式驅逐戰車」
佐佐木小春
聲：赤土眞弓（日本）；林美秀（台灣）
動畫版登場集數為第298集（原版第326集）。香菸攤的老闆娘，其孫女為佐佐木洋子。
白鳥麗次（Shiratori Reiji）
聲：堺雅人→和田サトシ（日本）；梁興昌（台灣）；郭俊廷（香港）
演：稻垣吾郎
白鳥鋼鐵株式會社的公子，從遇見秋本麗子後只對她有好感。通常都以「超級有錢人」姿態現身，高傲自大。經常灑錢給眾人撿，以表示自己的富有（卻只有阿兩中招，且有時灑的是有他自畫像的玩具鈔票，有一次沒錢只能灑報紙）。有時因為對重要貿易商相關人士態度相當不妥當，父親憤而與其斷絕關係，最後變成超級貧窮人，後來則變成是因為公司突然倒閉，鬧劇也因而結束，不過不管倒閉幾次都能浴火重生，這一點本人十分自豪。
愛車是輛非常稀有的珍珠白保時捷跑車，但因為駕駛技術糟糕到家，不但無法發揮性能，反而一路上一直不停的熄火（每次出場時會聽到「碰碰碰」的聲音，某次上高速公路時被教練車訓了一頓，中川曾經說過他那糟糕透頂的駕駛技術可是連保時捷都會哭泣），而且每次車子都會被小孩塗鴉。曾一度把自己的愛車改造成露營車，並聘請專業車手來駕駛；同時該車加裝了電影院、電子花車等功能。可是招來了阿兩的忌妒，互相比速度開到山上，在暴雨中落下山谷時裝了外開式的安全氣囊。之後遇難時為了阿兩從山下運來的補給品而跟他討價還價了3個月。
其名字的來源可能是漫畫同名的女主角白鳥麗子。
查理小林（Charlie Kobayashi）
聲：柏倉勉（日本）；陳幼文（台灣）
原名小林一夫，為民歌時代小有名氣的歌手，後成為三流的視覺系團體主唱，登場時來葛飾署擔任一日警察署長。不喜歡被人說「沒有名氣」及「瞧不起」等相關負面話題，只要一聽到哨聲就會跟著團體跳起，並馬上回復自信心。未來規劃前往美國田納西州納許維爾。
後來因為不小心搞錯表演會場的出入口而來到老人影迷的會場，結果恢復了從前身為小林一夫時的信心，之後便再度以當時民歌歌手的身分擔任一日警察署長。
御所河原·金五郎之助佐衛門太郎（Goshogawara Kingorounosukezaemantarou）
聲：石井康嗣（日本）；陳幼文（台灣）
演：西田敏行
動畫版初登場集數為第258集，在漫畫版37-4與92-6出場。從紙牌到太空火箭都有生產的大企業—御所河原集團總裁，是個奇怪老頭，據本田表示他是個獨裁者，總是一副撲克臉的模樣，被他的屬下為之尊敬。因興趣是創作俳句，想要表達的事情都會用3到4句的俳句來表達，令阿兩摸不著其意義，但神奇的是他的幕僚政木能正確地解讀他所表達的意思並做出對應的動作。
龍千士冰（Ryuusenshi Hyou）
聲：木內秀信（日本）；梁興昌（台灣）
藍寶石週刊社長，少女漫畫編輯，負責登載乙姬奈奈（筆名愛野神女）的漫畫作品。將年僅國中3年級的奈奈帶出來的他，卻有如阿兩的「熱血刑事」被逼出版壓力，也因此會常常提供些資料給奈奈參考。弱點是很怕老鼠。起初還被速人誤以為他與奈奈是一對情侶。也曾因為奈奈做不出題材，而阿兩在短時間內趕出來的草稿意外大受好評成為漫畫家兼差的小插曲。在漫畫領域內對付兩津也算很拿手：像有次阿兩去當奈奈的助手時企圖把原稿（已是電腦影像資料格式）偷去同人展賣錢，而他已先一步在阿兩的隨身碟內灌了電腦病毒。
兩津創作的漫畫「機器人刑警老大」（或稱熱血刑警），是令他頭痛、困擾的漫畫作品，雖然一再讓步將其刊登，然而到了最後，不僅在滿意度問卷調查上都是連續100期蟬聯吊車尾，還令讀者寄來多達15箱的抱怨信，為挽救信譽，於一週前的編輯會議上決議中止連載，亦絕不再刊登兩津的任何漫畫作品。
羽生土地郎（Hanyuu Tochirou）
聲：深貝大輔（日本）；梁興昌、陳幼文〈第110集〉（台灣）
誠實房屋仲介公司社長，自稱自己的座右銘為「誠實」，同時也是一個奸商；但常常被阿兩的強迫殺價手段搞得哭笑不得，最後還大虧一筆。少數詐騙成功的一次是麻里晚在加拿大購買的一千坪翻墮羅拳海外道館預定地，另一次是寺井在國境之丘（虛構地區，通勤至龜有約三個半小時）買新房。
被抓釋放之後想再次讓自己的本行東山再起就開了一間旅行社，也還是狹路相逢。一開始被阿兩牽著鼻子走，在3萬元旅費成交後為了報復之前阿兩所做的一切，就在吃住與交通工具上故意找阿兩的麻煩，當阿兩意外發現地下金幣工廠接下來發生的美軍轟炸小島事件後立場反轉，負責監督其還債的情況。
曾改行當中古車商，但也是冤家路窄地遇上阿兩，最後在阿兩離去時打算灑鹽巴來安慰自己。後改行當船商，也是遇上阿兩最後以100萬把船賣給寺井。

### 阿兩學生時期的熟人
戶田豚平（Toda Tonpei）
聲：五十嵐明【童年8話】→竹内順子【童年56話】→竹本英史【成年79話起】（日本）；梁興昌、林美秀〈童年53集〉（台灣）
阿兩小學時代所屬「豚珍勘」三人組的一員，也是阿兩兒時劇中最常出現的角色，家裡經營壽司店。
千田珍吉（Sada Sankichi）
聲：渡邊秀行【童年8話】→岡本麻彌【童年56話】→下崎紘史【成年79話起】（日本）；黃天佑、郭馨雅〈童年53集〉（台灣）
阿兩小學時代所屬「豚珍勘」三人組的一員，也是阿兩兒時劇中最常出現的角色，家裡經營燈籠舖，除此之外也是鐵路通，因此對火車駕駛並不陌生。
橘琴音（Tachibana Kotone）
聲：日高範子（日本）；林美秀（台灣）
動畫版出場集數為第53集，漫畫版76-10（台灣第26集）出場。
阿兩的初戀情人，為其父所創辦之話劇團當家台柱。擬寶珠檸檬曾在和阿兩的言談中聽到其名而吃醋。搬家時兩津曾經把遊樂園的空中纜車車廂給搬來，一起看著黎明後道別，長大後於淺草的遊樂園再次跟兩津再次見面。
姬野由紀子（Himeno Yukiko）
聲：菊池志穗（日本）；郭馨雅（台灣）
動畫版登場集數為第123集（原版第125集）。
長相可愛，是阿兩國小時期班上的班花，立志成為鋼琴家。因為笛子常被班上的同學調包，請阿兩幫忙而成為好朋友。國小畢業後被家人送到國外學鋼琴，並產下一女小惠。可惜據豚平和珍吉表示姬野本人因為交通事故而不幸去世。
姬野惠（Himeno Megumi）
聲：小林由美子（日本）；林美秀（台灣）
動畫版登場集數為第123集（原版第125集）。
姬野由紀子之女。因懷念已故的母親，而前來母親小學時的母校，並與童年玩伴的阿兩三人見面。
村瀨賢治（Murase Kenji）
聲：流山兒祥、高乃麗〈童年〉（日本）；陳幼文、林美秀〈童年〉（台灣）
演：中村獅童、吉川史樹〈童年〉（台灣：陳幼文、郭馨雅〈童年〉）
動畫版登場集數為第108集（原版第110集）。
國小三年級轉學到阿兩班級的資優生，亦為富家少爺，父親為外交官。原本仕途順遂，前程被看好，不料在上了國中後人生卻開始轉黑，起初是父母離婚，國中三年級因為父親涉貪讓他在校飽受其他同學欺負，一氣之下就出手揍人而進了少年院，成年後就淪入黑道，成為黑道「集英會」的幹部。然而某日領兵衝鋒陷陣與敵方黑道「講談組」對決，結果組織成員卻窩裡反，被告密遭葛飾署逮捕。移送淺草西署的途中曾逃逸想報復出賣他的組織成員，後來和阿兩於小巷內相見並聊起童年往事，最後在阿兩的說服下決定自首，並與其約定出獄後一定東山再起。
白鳥純（Shiratori Jun）
聲：松野太紀、浪川大輔〈中學時期〉（日本）；黃天佑（台灣）
動畫版登場集數為第8集。
阿兩國中時期認識的有錢人朋友之一，養了一隻名叫John的愛犬。對橋梁相當有興趣，志願是橋樑工程師。在阿兩的約定下很期待勝鬨橋的開啟，但因為來到河堤邊的當時聽聞已經沒有運作就變得垂頭喪氣並臥病在床，因此讓阿兩下定決心去啟動橋梁以完成兩人的約定。長大後出國深造，如願成為橋樑工程師，回國去勘查勝鬨橋結構時再次跟阿兩重逢。
朝比奈隆（Asahina Takashi）
聲：浪川大輔（日本）；梁興昌【成年】、郭馨雅【童年】（台灣）
動畫版登場集數為第162集（原版第164集）。阿兩小學時期參加模型飛機飛行大賽而結識的朋友，酷愛模型飛機，因為其父為機師的緣故而立志成為機師。經常跟勘吉、豚平、珍吉一起玩模型飛機，而阿兩也同時教他玩紙牌，還在某次紙牌比賽中贏過對手。最後因父母親離婚逼不得已轉學，向兩津三人不告而別，阿兩也將所有珍藏的卡片丟給他，他隨機撿到了一張作為臨別贈禮。
現今的他如願成為機師，而且職位還是機長。由於他當次執飛的飛機因起落架故障，導致必須強制機腹降落，中川與麗子也在該架飛機裡，最後因想起阿兩跟他講的「永不放棄」，使得飛機安全降落。下機後碰巧看見因擔心中川與麗子安危而前來機場的阿兩，兩人得以重逢。台灣中文版翻譯成「朝比奈隆君」，將日文稱呼用語念成名字。
星野光
聲：岩永哲哉（日本）；黃天佑（台灣）
動畫版登場集數為第102集。身為位於淺草的「獵戶座」電影院放映師的兒子，對自己的工作相當認真，亦酷愛電影。根據阿兩表示，本人目前正在國外深造電影導演的技術。
佐伯羊子（Saeki Youko）
聲：井澤希旨子（日本）；林美秀（台灣）
動畫版登場集數為第75集。曾教過阿兩的小學代課老師。因為純平的母親不給孩子看電影而爬到煙囪上抗議，讓阿兩想起小時候代理三個禮拜的國小老師，因為幫忙修理腳踏車而結識，離別時爬上發電廠煙囪拋帆布告別的事蹟。
芙洛拉（Flora）
聲：田中理惠（日本）；林美秀（台灣）
動畫版登場集數為第177集（原版第180集）。
阿兩小學時代於送報生所回憶的朋友，為阿兩送報生時期所送的最有錢客戶，為客戶女兒，由於父母長期在外工作請了貼身保鑣保護芙洛拉所以無法天天出門一個人在家，結果一次機會下逃出家外發現了茂樹與勘吉兩人而結識，並帶者芙洛拉好好的給他玩一天，成為芙洛拉回母國後最好的回憶。
金本茂樹
聲：竹本英史（日本）；郭馨雅（台灣）
動畫版登場集數為第177集（原版第180集）。
阿兩小學時代於送報生所回憶的同學，兩人為常常被老師叫去罰站的對象，久而久之成為麻吉，因為其父早逝導致必須扛起家計，所以去做送報生的工作，也因受到茂樹的影響，阿兩也隨之做起送報生的工作，但在母親無法扛起家計的情況下，叔叔希望茂樹全家能搬到其故鄉生活而辭職，並轉學離開。
千葉健
聲：入江雅人（日本）；陳幼文（台灣）
動畫版登場集數為第194集（原版第197集）。駕駛無軌電車第77號車的司機。對乘客和小孩親切，與當時的阿兩、豚平、珍吉三人交情不錯，喜歡在車庫後方的空地與小朋友玩棒球。但在兩名同事被公司強迫資遣時去跟社長求情途中一時因為衝動而出手毆打社長，不但被開除加上因出手打人而被帶到警局偵訊。家裏有一名叫千惠子的愛妻，正在待產。後半段開始臨盆的陣痛時因下大雨馬路淹水無法出去叫救護車來，最後由阿兩等人冒險開車將之送到醫院去，平安產下兒子。
根太
聲：森訓久（日本）；陳幼文（台灣）
動畫版登場集數為第138集（原版第140集）。
阿兩小學時代組成的原「豚珍勘根」四人組的一員，但因為存在感低常常被人忽略，也因此後來「豚珍勘根」就只剩下「豚珍勘」。令阿兩跌破眼鏡的是他卻比阿兩要早找到結婚對象，對方名叫詩織，在旅行社中的巴士之旅相識，雖然女方的想法是因為放心不下根太一人獨自生活，本來因景氣關係造成經濟拮据所以不打算辦婚禮，最後靠著阿兩以體力換取報酬的賣力打工籌錢下才得以順利舉行婚禮。
高山（たかやま）
聲：家富（日本）；陳幼文（台灣）
動畫版登場集數為第155集（原版第157集）。阿兩於小學時期認識的同校生。個性單純，喜歡在淺草公園的不忍池玩自己的潛水艇玩具。

## 其他角色

### 原作漫畫
早乙女沙織（Saotome Saori）
聲：菊池穗（日本）；郭馨雅（台灣）
仿造知名戀愛模擬遊戲《純愛手札》而來的戀愛模擬遊戲《心動時分日記本》（どきどきメモリアル）的女主角。其外貌仿造《純愛手札》女主角藤崎詩織，其日本配音員菊池穗是《純愛手札》館林見晴的配音員；其髮色是綠色，與館林見晴相同。
因其外貌跟左近寺龍之介的初戀（單戀）對象一樣，故成為龍之介的最愛，龍之介最喜歡喊「沙織——！」與購買其周邊商品。
岩鐵岩男（Gentetsu Iwao）
麻里愛的拳擊教練，有著與兩津勘吉相似面容，曾讓麻里愛著迷不已的對象。僅在麻里愛的回憶中登場。
滝城太郎（Taki Jyoutarou）
聲：津嘉山正種（日本）；梁興昌（台灣）
登場於動畫版第2集，漫畫「64-2」。世界知名的畫家，49年才回到日本來訪母校東京芸術大学，為了尋找初戀瑞穗（聲：土井美加（日本）；郭馨雅（台灣））意外來到龜有公園前派出所，在兩津和中川的幫助下成功找到初戀。
平山周吉（Hirayama Shuki）
聲：（日本）；（台灣）
登場於動畫版第285集。麗子的管家，育有一女平山綾。
立石（Tateishi）
聲：松村武→內藤丈貞（日本）；黃天佑【ep.46】→陳幼文【ep.161後】（台灣）
動畫版初次登場為第46集。玩具工廠「立石玩具」的負責人。因為在自家的工廠嘗試生產男性人偶與過氣明星人偶然後銷路不佳、陷入虧損的關係，就請求兩津來幫忙想辦法，於兩津的點子下終於把庫存的玩具賣出去，還清原本積欠的債務。但是在後來因為賺到錢就開始得意忘形的兩津提出的新挑戰下推出周邊商品計劃而多次面臨計劃失敗的窘境。
奥山（Okuyama）
聲：坂本明（日本）；陳幼文（台灣）
動畫版登場集數為第69集（原版第73集）。輕罪慣犯，是一名常向小學生詐欺的老頭，原合氣道師範。為葛飾署八卦通，知道屯田署長和大原所長的過往的糗事。
加藤松吉（Katou Matsukichi）
聲：津田健次郎（日本）；陳幼文（台灣）
動畫版登場集數為第136集（原版第149集），漫畫於「8-5」登場。性格與兩津相近的無業男子，曾自稱是兩津的朋友要向他借錢，害兩津所剩無幾的財產都被搜括走，於是兩津便拉著松吉去找工作，但松吉卻一天到晚只想要輕鬆賺大錢而不想老實的工作，最後從回到老家作漁師的工作。
大前田長五郎（Oomaeta Kojirou）
聲：小室正幸（日本）；梁興昌（台灣）
動畫版登場集數為第19集，漫畫於「47-10」登場。
知名的美食評論家，只要吃到販售的主打料理覺得很美味時，就會說出「這真是非等閒之輩啊！」的評論。由於是美食評論家中的權威，故被評價的店面人氣會受到兩極化的極大影響。從附近一間慘澹經營蕎麥麵店的田中老闆（聲：中村秀利（日本）；梁興昌（台灣））口中得知，他在三年前於剛開幕時曾經光顧過該蕎麥麵店，卻因為店長一碗收費700元的堅持認為對方服務態度不佳，隔天就作出負七顆星的評比。當後來得知自己來到的夢幻蕎麥麵店其實是當年做負七顆星評比的麵店，吃的蕎麥麵都是用高級材料製作，在阿兩眾目睽睽的逼問下當場逃走。後來再次出現時成為神祕的家庭料理評論家，同時變換面貌。
日向劍兒（Hyuuga Kenji）
聲：高橋廣樹（日本）；梁興昌（台灣）
登場於動畫版為第169集（原版第186集），漫畫於「82-4」登場。阿兩童年時期崇拜的棒球選手，他常跟著其父去觀賽且在觀眾席上當啦啦隊帶領觀眾加油，在某場比賽前日向先前因和阿兩玩球不慎被車撞身負重傷，並向阿兩約定即使有傷也要出場，最後成功擊出再見全壘打。

### 電視動畫
石渡（Ishiwata）
聲：藤原啓治（日本）；梁興昌（台灣）
初登場於動畫版第3集（原版第3集）。麵攤老闆，與阿兩合作開發空中汽球攤販。在該拉麵店的外送員龜田尚未登場時最初以叫賣拉麵維生的店員。曾經說出「就算阿兩的欠債全部還清，也解決不了現在的經濟不景氣」這句話。
佐藤（Satou）
聲：小形滿（日本）；黃天佑〈ep.4〉→梁興昌〈ep.46〉（台灣）
初登場於動畫版第4集（原版第4集）和第46集（原版第49集）。在兩津變成有錢人時請來的管家，稱呼兩津為「三太夫」。
宏達拉王子（Prince of Hondara）
聲：神代知衣（日本）；郭馨雅（台灣）
初登場於動畫版第11集（原版第11集）。宏達拉國的首席王子，圭一在國外認識的達官顯貴之一，由於其父與中川龍一郎是老朋友，因此每年生日都在中川家舉行。來到日本的中川家宴會廳慶祝自己的十歲生日，非常討厭性格輕浮的阿兩，曾多次利用宴會上的食物來惡整阿兩。然而在後半段與阿兩爭奪一隻烤全雞的情形下，意外躲過由祖國革命分子雇用來的殺手進行的狙擊，後來為感謝阿兩而贈送一盒超辣惡搞壽司來當謝禮。
齊藤
聲：納谷六朗（日本）；梁興昌（台灣）
初登場於動畫版第12集（原版第12集）。自稱是繼承大江戶男兒精神的鄰鎮居民，參加於鎮上舉辦的抬神轎祭典時與兩津成死對頭，為誰是真正繼承大江戶男兒的精神而互相比較，比賽後在前往澡堂洗澡時跟再次碰面的兩津決定來比耐熱，最後因為鍋爐過熱整個爆炸、澡堂被炸成廢墟就沒分出勝負。在澡堂爆炸事件的幾天後為散心去壽司店光顧時意外地三度與兩津碰面，最後兩人還是在比較上互不相讓。
星野惠
聲：富永美衣奈（日本）；郭馨雅（台灣）
初登場於動畫版第15集（原版第15集）。便當店的員工，因為本田暗戀常會騎車去買該店的便當，經由兩津的推託後，因為小惠喜歡騎上機車個性的本田，而偽名鈴木跟小惠約會，不料卻遇上正要飛往美國發展的前男友山本（聲：森訓久（日本）；梁興昌（台灣））打算帶小惠結婚定居，而與本田告吹戀情。
杉原昭雄&山本導演
聲：田山涼成&加藤忠可（日本）；黃天佑&梁興昌（台灣）
初登場於動畫版第26集（原版第26集）。關東電視台的製作人和導演。欲想為中川拍一部有關於他的一天作息的紀錄片而去拜訪，阿兩認為記錄片拍得不好與沒創意而被迫居於第二線的位置，攝影權由阿兩接手，但後來因為紀錄片被人發現造假而被電視台掃地出門。
淺田夕子
聲：仲尾梓（日本）；郭馨雅（台灣）
初登場於動畫版第41集（原版第41集）。當紅藝人，有出過暢銷寫真集，大原所長也有買。曾被電視節目製作人認為他是兩津小學的初戀情人，在兩津的回憶中有提到她的眼睛很大、老家是開和服店，然後是兩津的同班同學。一開始在攝影棚中的節目拍攝時對布幕後面的兩津沒有印象，在布幕掀開、畢業照公布後也是如此。直到在兩津擺出搞笑動作後回想了起來，當場揭發兩津在小學時期的惡行而使其感到難堪，同時表示自己暗戀的是全班照片中位在兩津旁邊的一位美男子。
水原
聲：俵木藤汰（日本）；陳幼文（台灣）
初登場於動畫版第43集（原版第43集）。龜有南商店街聯合會會長，於棒球大賽時請來的職業級選手們與龜有商店街對打。
大金一男
聲：內藤玲（日本）；陳幼文（台灣）
初登場於動畫版第48集（原版第48集）。大金不動產的獨生子兼準繼承人，性格膽小但很有錢。特別喜歡麗子。雖然見識了麗子（阿兩）故意製造出來的怪癖以及其他同仁們的幫忙下企圖暗自阻擾相親、與間接發生的自然意外，但仍然無法讓他動搖並打消相親的念頭。似乎始終沒有看出來在他面前的麗子其實是阿兩假扮的。
竹山松吉（Takeyama Matsukichi）
聲：松村武（日本）；陳幼文（台灣）
初登場於動畫版第59集（原版第59集）。管理某處山區的松茸產地的地主。當阿兩注意到認養土地的會員招募時就忽然想到某處沒人去且看似貧瘠的土地，於是就把認養土地的契約書給大原簽名。在當阿兩意外發現到山壁上面未受人為破壞的天然赤松林且已經簽下契約書後，便感覺有些反悔。後來曾經多次成功突破阿兩的防線偷走大量的松茸，當被抓到時本人自稱說是大原認養的土地所有權一開始是自己的，只是想拿回自己的松茸而已。
本口里佳（Motoguchi Rika）
聲：五条まい（日本）；林美秀（台灣）
初登場於動畫版第62集（原版第62集）。本田在偶然去修車場修理自己的機車時，遇到的本口車業的千金大小姐，擁有與本田不相上下的騎車技術。經由兩津的牽線與計畫下和本田一起出去約會，不過因為在一面倒的情形下使本田無法遵守兩津所安排的約會行程，但後來有帶本田去見了父母一面。最後兩津因為聽到他要去歐洲進修時才得知說他的父親看上本田的騎車技術是為了要成為專屬的測試人員，並且把本田視作裡佳的乾哥哥。
小野（Nori-chan）
聲：今井敦（日本）；黃天佑（台灣）
初登場於動畫版第78集（原版第78集）。兩津的友人之一，男同志身分。經常在以蒸汽機車做為觀光景點的火車站開設攤位，兜售自己手製的便當。當一得知自己常來販售便當的火車站因為鐵路公司經營不善將要廢棄時心情低落，不想為難兩津就暗自決定中止營業，然後打算遠走高飛。最後在得知中川買下鐵路公司經營權後再次歸來，並感謝阿兩。
隅間千太郎（Sumima Sentarou）
聲：森訓久（日本）；梁興昌（台灣）
初登場於動畫版第91集（原版第91集）。立志要成為獨當一面的理髮師而來到東京學理髮的年輕人。經常講的口頭禪是「不好意思」，連姓名也同音，可能與做事情經常出包的個性有關，還因此被他所剪壞頭髮的兩津氣沖沖地被剃頭或眉毛，接著再以闖禍為由被老闆開除。接著在三個月內連續換三間不同的理髮店結果也是照樣狹路相逢。最後在兩津於東京市引發毛髮騷動之時，坐在公園的長椅上垂頭喪氣。但當要下定決心要打起精神並站起來時誤吞原本要射向阿兩頭髮的生長抑制劑，導致全世界被阿兩頭髮給淹沒。
田山老爹
聲：坂本あきら（日本）；梁興昌（台灣）
初登場於動畫版第97集（原版第97集）。在廟會上經營章魚燒攤位的老爺爺，一開始忽然見到路過的中川的時候以為是已經斷絕父子關係然後在多年前離家出走的兒子幸吉（聲：小和田貢平（日本）；黃天佑（台灣）），於是在澡堂第二次遇到的時候就把中川認定是自己的兒子。
浦島太郎
聲：北村弘一（日本）；陳幼文（台灣）
初登場於動畫版第103集（原版第103集）。與日本童話主角同名同姓的老人，本名不詳。當遇到正要趕往戲劇演出會場，卻因為特製的烏龜殼道具太重變得只能在地上爬行、然後被小孩子欺負的兩津時就覺得是龍宮城派來的使者就去解圍，接著在以手上持有的古地圖與寶藏的傳說來吊兩津胃口以要求兩津去尋找。後來好不容易來到海底，到了所謂的龍宮城（其實是軍艦殘骸）然後躲避鯊魚攻擊之後開鐵門時不小心引燃了還沒發射的飛彈，並因此在水中爆炸收場。根據中川的說法，那位老人事實上是二戰時期東京大轟炸的時候目擊到在東京灣內的軍艦被炸沉，受到極大的刺激後頭髮突然快速發白的海軍艦艇兵之一。
一文名社長&一文名惠子（Ichimon & Ichimon Nakeiko）
聲：岡山一&菊池晶子（日本）；梁興昌&林美秀（台灣）
初登場於動畫版第105集（原版第105集）。遭受到經濟不景氣的影響，進而付不出員工薪水、負債累累且坐困愁城的一文名公司社長。性格單純天真，但總是被人說是「做事情沒經過大腦思考」。起初為了要以坐牢為理由把公司的經營權從自己身上脫手，就去搶兩津剛領出來的年終獎金，但在兩人拉扯之下被銬了起來。為了要從商店街一群人的包圍中順利逃脫兩津就拿他當擋箭牌，然後自己本身的個性與行動一度被兩津給懷疑他是從商店街方面以高額賞金委託所派出來的臥底。最後當商店街一夥準備要攻堅兩津所在的一文名住處時，兩津為了要瞞過他們就演戲把所有的獎金全交給他，但因為不知道兩津是在演戲就把它給全部花掉了。一文名的獨生女惠子，從小體弱多病，為要感謝兩津以全額獎金幫他們一家解決問題並實現了承諾就贈送一幅蠟筆畫給他。
龜羅家／一人&朝子&寫太
聲：鄉田穗積&井澤希旨子&小林由美子（日本）；陳幼文&林美秀&郭馨雅（台灣）
初登場於動畫版第131集（原版第133集）。熱中於攝影和拍照的一家人。其一家之主的一人無論是全家出遊或是運動會都會帶著猶如拍電影規格般的攝影器材，同時也是完美主義者。但因此讓兒子寫太和妻子感到不高興，認為一人只專注在攝影，不顧家人的感受。家中有一輛放滿許多錄影帶的大型廂型車，收錄的錄影帶從兒子寫太剛出生到現在的都有。後來在一場阿兩所策畫的震撼教育演戲中因擋下油門卡死失控的小型車而落入海中。
米開朗基羅·卡第尼（Michelangelo Kantini）
聲：西松和彥（日本）；梁興昌（台灣）
初登場於動畫版第142集（原版第155集）。來自義大利的小提琴大師，來日本巡迴演出時因行動不想被經紀人限制就私下要求阿兩、身為學生的中川和麗子三人把他秘密地帶離宴會會場，去遊覽淺草等當地熱門景點。其豪爽的個性意外跟銀次和來拜訪阿兩家的歌唱團體猜拳三兄弟很合得來，喜歡吃醃漬小魚乾。有一台心愛的小提琴，名叫「史特拉第瓦里琴」，價值約三億日圓。但不小心被不知情的猜拳三兄弟給帶走，之後在大阪的某間小提琴修理工廠又因為一場小地震而跟其他小提琴混在一起，運回東京的巡迴演出現場。最後只憑著人與小提琴為一體的意念一眼認出來，趕上巡迴演出的時間。
變身外星人
聲：不明（日本）；陳幼文（台灣）
初登場於動畫版第143集（原版第145集）。有典型的外星人外觀，因燃料不足而迫降至地球。變身能力高超，不論是不同年齡的大人小孩或動物都能變身得很完美。初次因為變身成阿兩在市區到處走動而造成本尊及眾人們的誤會，然而在阿兩知道其能力以後，就利用尋找燃料任務吊胃口以藉機大賺一筆。後半段得知他們的母船正巧在地球外，而且必須要在地球時間75小時內補充完燃料並歸隊，不然就會被落單而找不到回母星的路。但因阿兩只找到三號電池（外星人的要求是五號電池）然後不肯接受，而憤怒地把所有的同伴變成阿兩的外型並且來到派出所找他報復，最後使之同化。
居酒屋星人
聲：不明（日本）；陳幼文(瘦)、梁興昌(胖)（台灣）
初登場於動畫版第145-1集（原版第147集）。為兩人搭擋，一位身體胖胖矮矮、一位身體瘦瘦高高。駕駛著猶如酒桶的太空船。因燃料不足而迫降至地球。為了不被人察覺而啟動了時間停止功能，但是只有阿兩不受影響。名單上所有的燃料性質都跟地球上的居酒屋料理幾乎一模一樣。
流星光
聲：梶原真弓（日本）；郭馨雅（台灣）
初登場於動畫版第150集（原版第152集）。被有超級保護主義的經紀人（漫畫版的流星光，聲：高橋廣樹（日本）；梁興昌（台灣））給過度保護的藝人。在拍攝藝人的登山綜藝節目的現場遇到正在搬運攝影器材的阿兩，而她的經紀人則要求阿兩來當她的替身。曾經有向阿兩提過自己喜歡登山的興趣是由父親所啟發的。當要開始拍攝從瀑布上跳水的鏡頭時，受到阿兩無意的激勵下，便不顧一切決定以本人的身分出來演該部分的鏡頭。最終從當紅藝人轉型為毫不造假、貨真價實的旅遊玩家。
芹澤博士
聲：西村仁→竹本英史（日本）；陳幼文（台灣）
初登場於動畫版第168集（原版第170集）與第337集（原版第340集）登場。中川集團研究所所長，專長是人類學，故曾經將兩津抓去其研究所進行實驗。對於兩津的最大發現，是其體質介於原始人與現代人之間、以及長在頭上生命力強的神祕花身世。
山西隼人
聲：山崎美智（日本）；林美秀（台灣）
初登場於動畫版第172集（原版第174集）。冒充兩津勘吉的私身子勘吉郎。因父親與母親忙於家裡生意，每天打掃家事、照顧手足，感到非常孤獨而厭煩，因為想要腳踏車而與父母吵架而負氣離家出走。因為在公園偶然看到兩津勘吉與孩子們的玩耍相處感到羨慕與憧憬，之後編理由冒充兩津勘吉的私生子，使兩津勘吉一時無法接受，在萬般無奈之下帶回警察宿舍生活，後來認麻里愛為新母親。後來勘吉郎想要腳踏車，兩津勘吉並親手打造獨一無二的腳踏車給勘吉郎並教導騎乘，在相處一段時間之後，兩津勘吉慢慢得到開懷並慢慢接受此孩子，儘管在最後因為勘吉郎身分被大原識破，兩津一時回到當初無法接受的憤怒與無奈，仍然在山西隼人臨走前把親自打造的腳踏車送給了他，並鼓勵山西隼人要好好騎這台腳踏車。
Rodorigesu·伊藤
聲：植本潤（日本）；梁興昌（台灣）
初登場於動畫版第182集（原版第185集）。以協助剛出道的新人畫家做行銷、並且開出完美個人展的專業畫作行銷人。特別喜歡邊走邊彈手指，既使抱持反對態度說話的語氣也是溫和的。初次與阿兩見面後談妥關係，但後來當阿兩提出在海外開個人展的企畫時對該企畫表現出不苟同的態度，於阿兩決定到國外時另尋新人畫家。
恐山丑松
聲：竹本英史（日本）；陳幼文（台灣）
初登場於動畫版第191集（原版第194集）。連續集團竊盜案的在逃通緝犯。因一時巧合跟正在扮演犯人、躲避警方研發的手機電波定位偵查然後已經逃了三個月時間的兩津碰面，被認出來之後隨即被兩津給上銬，但因為演習還未結束就跟著被牽連。最後在高壓電塔上與兩津跟著觸電、手銬被燒斷落下來後嚇得向警察自首。
道路小路婆婆
聲：長濱滿里子（日本）；郭馨雅（台灣）
動畫版登場集數為第204集（原版第225集）。平凡的老太太，因為自己的五百元硬幣落在兩津面前而開始有交集，知道兩津肚子餓就帶到自家給他吃東西。在委託兩津於庭院挖洞，準備要燒垃圾的時候意外發現祖先留下的一箱黃金而一夕致富，個性與生活一百八十度大轉變。為了感謝兩津就贈送一億元給他。
岡本爆彈
聲：竹本英史（日本）；陳幼文（台灣）
初登場於動畫版第204集（原版第207集）。因為自己獨特的哲學觀而與阿兩有交集的印象派畫家，身價約兩百億元，因為昏迷被阿兩送往醫院，不過與阿兩見面的不久後病逝。在遺囑裡面有特別寫到該財產的繼承人非阿兩莫屬，總共兩百億，然而要阿兩在限期一週之內全部花完，若沒有完成目標，剩下的餘額就會全部強制捐獻給社福機構。另有一名管家，在遺囑生效後負責監督阿兩的花錢情況。目前是唯一一位令阿兩把萬能的金錢視為惡夢的富豪。
市井木目藏
聲：楠大典（日本）；梁興昌（台灣）
初登場於動畫版第215集（原版第218集）。某電視台知名排行榜節目的主持人，有「排行榜王」的稱號。在初登場時被派出所和警署的人質疑其公平性，然後在進行酒類的排行榜時被兩津當場揭發跟廠商收受賄賂的黑幕，接著就被拉下台。在兩津擔任該節目的主持人一段時間後在某次錄影現場上當場揭發與他過去所做相同的錯誤，最後在與兩津的爭執中，不慎引發煙火，導致最後富士電視台全毀，市井木目藏也在最後下落不明。
桃山詩織
聲：根谷美智子（日本）；郭馨雅（台灣）
初登場於動畫版第221集（原版第224集）。在某電視公司的連續劇出演的知名女演員。剛開始登場正為了無法去飾演某電視劇中食量不多然後正在想像另一個自己的上班族女郎（主要是想像著自己正在狼吞虎嚥地享受大餐的場景）而煩惱，直到經紀人請來扮女裝的阿兩來遞補臨時代演之後之後解決了一切的問題。由於找到該演出的空缺和被前男友糾纏的問題解決的關係與兩子成為知心好友，同時也因自己的知名度而被葛飾署請來與一日警察-龜有兩子站台遊行，在當阿兩因為一時的意外從宣傳車上摔下來、導致真實身分曝光後感到震驚，並且當場絕交。
手出井熊雄／泰狄雄
聲：竹本英史（日本）；梁興昌（台灣）
動畫版登場集數為第232集（原版第255集）。極端仇視泰迪熊的劫機客。自稱是因為自己的名字與泰迪熊的發音相似，從4歲開始每年的生日會上親朋好友送禮物都是泰迪熊玩偶，也經常被外人嘲笑（聲稱後來的大學落榜和失戀也是因為他的名字與『泰迪熊的詛咒』的關係）。在心生仇恨下企圖劫機、用手中的泰迪熊型炸彈威脅機上的「世界泰迪熊愛好會」的所有會員，最後被正在以追查爆裂物名義登機尋找大原所長的戒指、然後剛好誤打正著的阿兩給制伏。
淺草紀香
聲：徳光由禾（日本）；郭馨雅（台灣）
初登場於動畫版第232集（原版第235集）。阿兩為了要進行讓本田跟奈奈重新復合的計劃，而從大原所長那邊特別做牽線請來的相親對象。表面上是外貌端莊的女性，但對於容貌帥氣與身分顯赫的男生則顯現出花癡的性格。最初在計劃中的對象是本田，在最後則變成於等人的空檔暫時陪他打發時間的中川。
姓名分別是取自該動畫播出當時當時走紅的影星淺草優子與偶像藤原紀香，然後兩者拆開再組合的。
錠前
聲：松本吉朗（日本）；梁興昌（台灣）
初登場於動畫版第240集（原版第243集）。為自己的住家和公寓內設計許多特殊門鎖和功能極端的保全裝置，如同國家級金庫的一般居民，阿兩曾形容他是「鑰匙狂」。既使是在家中，各式各樣的擺飾也都上了大鎖。其實是因為過去幫兒子伸也新買的自行車雖然有上鎖，但仍然被失竊（鎖被破壞），所以從那時開始就致力於各項保全裝置的設計，但卻因此跟妻子孝子爭執，甚至離婚。最後在伸也的說情下把所有的鎖頭拆除，過著原來沒有鎖的日子。
亞力賽·模型斯基
聲：竹本英史（日本）；陳幼文（台灣）
初登場於動畫版第243集（原版第246集）。來自俄羅斯的模型高手，為世界模型大賽之決賽入圍的十位選手之一，受到中川的委託來協助製作五重塔模型。最後在機場的入境大廳被阿兩攔住，然後敗在阿兩的手上。
井矢史泰三
聲：上別府仁資（日本）；梁興昌（台灣）
初登場於動畫版第257集（原版第260集）。研究「撫慰系」治療的權威教授。看中了寺井的撫慰能力後就邀請他做各式各樣的檢測與相關研究。另有一名叫照生的獨生子。對於任何事物都相當敏感，身上隨時配帶著電子測量儀，因為如此所以在自家的各個角落多半一塵不染、物品也排列的很整齊。得知了寺井的撫慰能力後主動來委託中間人阿兩來治療自己。後半段在阿兩激烈的調教下獲得紓解，其父子的身分最後也獲得證實。
富士大和
聲：木内秀信（日本）；陳幼文（台灣）
動畫版登場集數為第268集（原版第294集）。說書人，同時兼任居酒屋的店長和大和魂保存會的會長。經常在派出所附近騎自行車到定點處向小朋友說書，認為說在自己的語言裡面大量使用以英文為首的外來語和使用外來物品就不是純正的日本人，目前正為了推廣真正的大和魂文化而正在四處遊說，希望能讓政府當局正視自己的文化和語言的維護。但其身為大和魂保存會會長的身分事實上只是外表，從小時候開始相當尊崇與憧憬美國文化，甚至因此走火入魔。但於三年前擔任居酒屋店員時遇到了凱薩琳並一見鍾情，後來為了要討好妻子就隱瞞自己身為喜愛美國文化的真正自我，裝作純正的日本人，並創立大和魂保存會。
凱薩琳
聲：並木法子（日本）；郭馨雅（台灣）
初登場於動畫版第268集（原版第271集）。富士大和的美國籍妻子，於三年前兩人初次在居酒屋前相識時認為大和有著真正的日本人精神就開始交往，然後共結情理。後來當發現丈夫本身喜愛美國文化的真正自我時就要求離婚，最後在說情下復合。
史密斯
初登場於動畫版第285集（原版第288集）。外國人，秋本集團的重要客戶，同時是與麗子約好要參訪日本文化旅遊的經理。然而初登場時自己被綁架集團給盯上，然後其身分與面貌遭到利用並囚禁在飯店裡面的901號房內，由於被囚禁的緣故不知道與他有約的麗子其實是由繪崎教授的機器從兩津調換身體來的。
優沛
聲：宍戶留美（日本）；郭馨雅（台灣）
初登場於動畫版第287集（原版第290集）。龜有廣播電台的主持人之一，曾經邀請過阿兩在知名廣播節目中採訪。
吉永真琴（Yoshinaga Makoto）
聲：原元美紀（日本）；郭馨雅（台灣）
初登場於動畫版第290集（原版第293集）。目前是少數能讓阿兩意外地心動的女性角色之一。是一位擁有十八般武藝，出身於千金大小姐世家，大家公認非常完美的相親對象。事實上她想去法國留學但被父母反對，因此改變想法和阿兩以結婚為前提交往，阿兩聽完理由後以不喜歡志向不夠堅定的人為由分手。後來她成功說服父母並啟程去了巴黎。
加納良次
聲：森山榮治（日本）；梁興昌（台灣）
初登場於動畫版第296集。是一位居住在北海道的漁夫，有一天在函館的漁港邊發現了阿兩，確認阿兩失憶且無法證明兩津的身份後就帶著兩津去他們家。
關根
聲：佐佐木健（日本）；陳幼文（台灣）
初登場於動畫版第305集（原版第308集）。關根出版社的負責人，兩津稱呼他「關根老爹」。正為自己出版的書賣不出去而煩惱。
清正守
聲：藤田大助（日本）；梁興昌（台灣）
初登場於動畫版第307集（原版第310集），動畫原創人物。奈緒子的弟弟，想幫助小學同學瑞希退出街頭幫派。
木村瑞希
聲：水野理紗（日本）；林美秀（台灣）
初登場於動畫版第307集（原版第310集），動畫原創人物。奈緒子的弟弟阿守的小學同學。因為在升上中學後家庭失和造成的行為偏差，因此沒有繼續升學，反而加入街頭幫派。於待在街頭幫派的日子中受到阿守的遊說，但都不當一回事。直到阿守的姊姊奈緒子與兩津等人的介入、然後阿守向首領提出一對一單挑的要求、而且在毫不屈服劣勢下被打動，於首領放他走時決定不再對自己的人生感到迷惘。
金持田正直
聲：笹山榮一（日本）；陳幼文（台灣）
初登場於動畫版第310集（原版第313集）。正直集團的負責人，擁有一百兆日圓以上的身價，難得讓阿兩不太心動的富豪之一。為了要讓自己隨時隨地知道每一件物品的價值有多少，故在自己的住處裡面到處在個人物品上貼上寫了價格的紙條。從未娶妻生子。因此對於親子(尤其是父子)之間的感情交流相當憧憬，當由他的旗下企業贊助的招募警察廣告播出時特別表明了說兩津與大原有著真正的父子精神。
佐倉萬年（佐倉万年（さくら ばんねん）Sakura Bannen）
聲：竹本英史（日本）；梁興昌（台灣）
動畫版登場集數為第317集（原版第320集）。長年在深山某處代代守護珍貴萬年櫻的老人，因為有感於許多賞花客在賞花季後製造許多垃圾以及擾亂生態與安寧，所以在一開始用計偽裝成雜貨店老闆勸退賞花客以及將往返萬年櫻祕境的道路給破壞掉。但是卻阻擋不了受美國總統委託要來萬年櫻賞花的阿兩，最後眼睜睜看著原先將野生動物給逼退的直升機把萬年櫻給斷頭。
龜羅田明
聲：石井康嗣（日本）；梁興昌（台灣）
動畫版登場集數為第318集（原版第347集）。世界知名的電影大導演。以獨創的「舞吧大〇〇〇」系列電影為之出名，所有由他監督的電影都有百億元票房的佳績。不用特效與堅持自己的個人主義為其特色。只要一有靈感就會向身邊的相關人命令一些無理的要求，就算只是一瞬間產生出的靈感也是。一開始看中阿兩精密的模型技術並任用他當美術助理導演，然後製作都市模型，但最後炸毀了阿兩花一星期才製好的未來都市龜有的周遭場景10000:1大小模型，還有以靈感為藉口繞一大圈最後強迫阿兩演小狗。然而其本人在本土的最後一部執導作品「跳舞吧！大龜有」的拍攝中途，因美國好萊塢有一部電影要請他執導的緣故偷偷離開日本。
大山博打
聲：前田剛（日本）；陳幼文（台灣）
初登場於動畫版第318集（原版第321集）。御藏製片公司所屬製作人，同時是導演龜羅田明身邊的經紀人。當龜羅田明看中阿兩精密的模型製作技術後就負責遊說他成為專屬的美術助理導演，當龜羅田明於隔日上演失蹤記時變得憂心忡忡。
吉魯巴王子
聲：渕崎有里子（日本）；郭馨雅（台灣）
初登場於動畫版第321集（原版第324集）。來自盛產鑽石與各類寶石的倫巴倫巴王國的王子、名號為「吉魯巴響板十七世」、倫巴倫巴王國的準王位繼承人。為迴避宮廷權鬥與散心，於管家的陪伴下來到日本、中途與管家失散後落腳於龜有，獲得麗子的幫助。擁有多類寶石，其中一顆鑽石為倫巴倫巴王國王族世代相傳的信物「星塵璀璨」鑽石，並想將鑽石送給麗子、納麗子為妃，但被拒。原本與兩津同樣有「金錢就是一切」的心理，後於逃脫權鬥中的追殺時而有所改變與成長。
阿井宇江雄
聲：富田真（日本）；梁興昌（台灣）
初登場於動畫版第335集（原版第338集）。首相專屬的首席秘書官。當兩津的翻譯機器人在宴會上受到外國賓客歡迎時看中該機器人的潛力，就出來邀請兩津出席日本首相與島兒鹿共和國總統（聲：不明（日本）；梁興昌（台灣））的外交餐會。一開始在翻譯機器人的運作下兩國的商談還算順利，最後因翻譯機器人失控且帶有髒話而憤怒不已，最終決定與日本斷交。
翻墮羅拳四天王
聲：竹本英史＆下崎紘史＆高瀬右光＆小山剛志（日本）；梁興昌＆黃天佑＆陳幼文＆梁興昌（台灣）
動畫版登場集數為第339集（原版第342集）。麻里晚派遣至各地修行的四位武術菁英，實力皆與麻里愛平分秋色，分別為「大哭拳」的悲劇王卓別林、「大痛拳」的暴拳王團吉、「棒球拳」的三冠王怒火弁、「燃燒鬥魂拳」的百獸王獅子丸。但最後都被兩津的必殺灌腸拳「秘孔」擊敗。
老嚴
聲：加藤治（日本）；陳幼文（台灣）
動畫版登場集數為第340集（原版第343集）。號稱捕鮪魚達人的一名老漁夫，由於受到知名小說《老人與海》的影響又有「聖地牙哥」的綽號（其自己心愛的漁船也取「屁民愚威號」的名字），稱呼剛加入捕魚行列的阿兩和白鳥為「少年」。表面上是看似不怎麼樣的老漁夫，但身分與地位相當顯赫，同時也有女人緣。唯一的夢想是想親自抓到號稱體積最大的傳奇黑鮪魚「荒神」，後來被阿兩從對水的反應上知道說之前的傳奇故事是假的與自己其實不會游泳的秘密。

### 電視特別篇
阿布達拉·卡他布拉（Abudara Kadabra）
聲：松山鷹志（日本）；陳幼文〈SP1-4〉→黃天佑〈SP3-3〉（台灣）
初登場於動畫特別篇1-4（原版特別篇4）。是個只要有地方爆發戰爭，就會以高價販售軍火趁機謀取暴利的黑市商人，雖然被列為國際頭號通緝要犯，但卻從沒能被逮捕。為了救回被凱佩爾上校與兩津一行人逮捕的弟弟阿達亞達，雇用了四名傭兵成功救回其弟弟，之後還前往中川集團大樓挾持中川龍一郎，並讓圭一、麗子、波爾波、麻里愛四人全遭綁架，唯一逃過一劫的兩津為此搬救兵找來特殊刑事課，最後在兩津與特殊刑事課的努力下被逮捕。
後來因為逃獄成功，因此在動畫特別篇3-3（原版特別篇5）再次登場。目標為前往葛飾署報復兩津與特殊刑事課。由於兩津與特殊刑事課的緣故害得他下場悽慘，弟弟阿達亞達還被關在牢裡。雇用特殊刑事的死對頭為基礎的三名新傭兵對付特殊刑事們，接著挾持大原所長親自對上兩津，最後在兩津的策略下被大原所長擊敗，並且最後再度被逮捕。
阿達亞達·卡他布拉（Adayada Kadabra）
聲：八嶋智人（日本）；梁興昌（台灣）
初登場於動畫特別篇1-4（原版特別篇4）。阿布達拉的弟弟。在兩津一行人初次執行任務時被逮捕，爾後在從拘留所移送至別處途中被哥哥阿布達拉雇用的四名傭兵成功解救，並跟隨哥哥向兩津一行人展開大反撲，最後仍被兩津一行人逮捕。
豺狼韓德斯（Jakkaru Hendaasu）
聲：渡邊健（日本）；黃天佑（台灣）
初登場於動畫特別篇1-4（原版特別篇4）。阿布達拉雇用的四名傭兵之一兼首領，外號「活動破壞者」，曾為美國陸軍魔鬼中士，也是個炸彈專家。
莉莉·法蘭西斯（Lily Francise）
聲：栗田日鶴（日本）；郭馨雅（台灣）
初登場於動畫特別篇1-4（原版特別篇4）。唯一的女性成員，射擊專家，除奧運以外曾在全世界上多場射擊比賽中奪冠。
原子雷電（Atomikku Sendaa）
聲：小和田貢平（日本）；陳幼文（台灣）
初登場於動畫特別篇1-4（原版特別篇4）。前任摔角選手，擅長近身戰。最後被熱褲刑警擊敗並被其的放屁薰昏。
哥鯊·沙馬柯斯夫基（Gosshaa Samakosufuki）
聲：岩尾萬太郎（日本）；黃天佑（台灣）
初登場於動畫特別篇1-4（原版特別篇4）。前任壽司師傅，父親為美俄混血在日蒙古人，母親為中英混血。最後被兩津擊敗並被其放屁薰昏。
褲檔一片
聲：流山兒祥（日本）；陳幼文（台灣）
初登場於動畫特別篇3-3（原版特別篇5）。專門對付熱褲刑警，是過去曾被熱褲刑警逮捕過的殘暴份子，遭判處五年有期徒刑。雖有西部牛仔風格但褲子卻是日式丁字褲，精通射擊。
鯊魚頭目
聲：有薗芳記（日本）；梁興昌（台灣）
初登場於動畫特別篇3-3（原版特別篇5）。專門對付海豚刑警，是過去曾被海豚刑警逮捕過的海上搶劫犯。擅長以電吉他讓鯊魚群聽他的號令，另外還懂得操縱海水，讓葛飾署整棟淹沒變成汪洋一片。
神秘的日光（Himitsu no Nikko-chan）
聲：風間水希（日本）；郭馨雅（台灣）
初登場於動畫特別篇3-3（原版特別篇5）。唯一的女性。專門對付月光刑警，是過去曾被月光刑警逮捕過的詐欺靈媒師。擅長以摔角或相撲選手套裝來發揮格鬥技。
山田權兵衛
初登場於動畫特別篇3-5（原版特別篇6）。派出所一夥看新聞時，被記者採訪的東北地區某農民，對自己的愛犬波吉在自家後院挖東西的時候意外挖到大量黃金小判的大事感到自豪。
約翰·威爾森（John Wilson）
聲：又村奈緒美（日本）；郭馨雅（台灣）
初登場於動畫特別篇1-3（原版特別篇7）。目擊自家的兇殺案，也是全家唯一倖存下來的非裔男孩。因為是唯一能清楚記得幕後黑手長相（當時約翰從衣櫥裡面看到全家遭槍殺）的目擊證人，然後上級下命令要保證其人身安全，所以由阿兩與珊蒂聯手護送至洛杉磯高等法院去指證兇手。初登場時受到全家剛被殺害的心理衝擊幾乎沉默寡言，在阿兩以風箏為契機下開始有了交集，當一行人的行蹤被發現然後受到追殺時見識了阿兩的英勇表現後逐漸有了自信、並敞開了心房，最後在法庭上成功指認幕後黑手。
卡斯塔尼奧（Kastanino）
聲：小和田貢平（日本）；黃天佑（台灣）
初登場於動畫特別篇1-3（原版特別篇7）。勢力遍布全美國的黑道集團首領。由於不滿約翰的父親是線民的身分，然後多次讓整個黑道集團所策畫的各種不法計畫被警察發現，然後使其破功，於是就親自下令把威爾森一家給全數殺害。當一得知威爾森家族裡面的兒子約翰還活著、甚至還請自己律師，還沒抵達洛杉磯高等法院的時候就下令追殺他，以方便自己脫罪。最後被約翰在法庭上成功指認為幕後黑手，遭判處無期徒刑。
扁你姐姐
聲：入繪加奈子（日本）；林美秀（台灣）
初登場於動畫版特別篇3-7（原版特別篇10）。來自遙遠未來的西元2301年讓人類歷史使其終結的外星殺手機器人。由發動外星生化物質攻擊的敵人所指派，奉命跨越時空來到2001年抹殺兩津勘吉和消滅同樣來到該時空協助並取得祖先體內的抗體兩津GPX的地球防衛軍隊員侄孫兩津實直，以阻止未來的人類獲得抗體並再次反抗。
長相與功能跟《魔鬼終結者3》的〈TX-1000〉型號的女機器人相似，除了基本的光學易容和手臂的武器外全身還可以變身各種武器，可以改變的外型從車子到阿帕契直升機都有，就連特殊刑事組也不是對手。最後由於從看到火的反應中被兩津發現其弱點是火，把她引到大文字山，而被兩津等人用爆炸的方式，把扁你姐姐給消滅。
據實直表示，名字之所以叫做《扁你姐姐》，是她的祖國—多比巴達星特有的取名方式。
春代（Haruyo）
聲：三原順子（日本）；郭馨雅（台灣）
初登場於動畫版特別篇3-9（原版特別篇12）。阿兩於江之島因為一個空飲料罐機緣下遇到的卡車司機。個性堅強，既使是單獨一人被眾多惡霸包圍也能當場制伏所有人。老家位於長崎市，為漁業世家。四年前因身為船長的父親所安排的相親破局，在父親的反對下因此斷絕親子關係，臨走前帶了一隻叫「玉三郎」的虎斑母貓上東京獨自工作。當一聽到父親病倒的消息之後，一部分在自己接下該地的工作的理由下便決定要開著用四年在東京工作間存下來的積蓄買下的大型貨車回到家鄉，中途在濱名湖的旅館澡堂內因搞錯男女澡堂的位置而第二次遇到阿兩與本田。第三次在半夜的路邊遇到時就決定載兩人一路回到家鄉去，剛回家探望時一開始感情不太好，接著於阿兩用與他訂了婚的假消息下間接地讓不良於行的父親重新站立，並且順利讓父女倆再次和好。最後決定留在家鄉，在稍後的帆船祭上與舊情人阿健再次重逢。
安倉健（Yasukura Ken）
初登場於動畫版特別篇3-9（原版特別篇12）。春代在很久以前結識的情人，四年前要搭乘外國船出去辦事就使之揮別，再次回來時回到了春代家一趟，然後兩人於帆船祭上再次相會。
真田遙（Sanada Haruka）
聲：徳光由禾（日本）；林美秀→郭馨雅（台灣）
初登場於動畫版特別篇3-10（原版特別篇13）。「兩津VS忍者軍團！後江戶城黃金傳說」。一位金長髮美女忍者，是真田幸村的後代子孫，也是忍者軍團的女頭目，最後與部下們全被逮捕。
後來與阿布達拉·卡他布拉同樣因為逃獄成功，因此在第294集（原版第297集）再次出現。最後被小金丸交給帶有火的弓箭給兩津，讓兩津將其射下之後，與部下們再度被逮捕。
上條櫻花（Kamijou Sakura）
聲：小原乃梨子（日本）；林美秀（台灣）
初登場於動畫版特別篇3-13（原版特別篇16）。正在服刑中的老太太，72歲。真實身分是黑道神宮寺組的會計，同時也是少林拳法的高手。入獄前與雙親亡故的孫子遊左一起同住，同時也背負因為失去孩子和親戚的冷潮熱諷所以失去工作的過去。從那時起因為每年的生日見面約定爽約，孫子後來也因此犯案。由於過去身為神宮寺組會計的時候因為盜領了組織內部的120億元資金，因此遭到該組織的追殺。在從北海道網走監獄押送到東京的路途中遭遇到神宮寺組的追兵，不得已之下決定與兩津聯手解決炸彈事件，最後終於如願跟孫子見面。
上條遊左（Kamijou Yusa）
聲：齋藤恭央、中川玲〈孩提時期〉（日本）；梁興昌、郭馨雅〈孩提時期〉（台灣）
初登場於動畫版特別篇3-13（原版特別篇16）。櫻花的孫子，現年25歲。是一名鐵道迷，特別喜歡東海道新幹線的0系新幹線列車。在雙親過世之後由櫻花帶回去撫養，由於櫻花的女兒是起因而從他身邊帶走，在親戚的冷嘲熱諷下長大。為了要偷走擺設在秋葉原交通博物館的0系光速號列車模型就放出炸彈攻擊騷動的消息，分別安裝在新幹線列車上與模型裡面（前者是假的炸彈）。在調查模型內部時偶然發現的大筆金錢，其實是組織派來遊左身邊的臥底宮原為了要引出櫻花所製作的陷阱，最後當因為自己決定要背叛組織而快要被殺害之際，被兩津與櫻花所救，如願與櫻花見面之後就此被逮捕。
宮原（Miyahara）
聲：楠大典（日本）；黃天佑（台灣）
初登場於動畫版特別篇3-13（原版特別篇16）。黑道神宮寺組的首領，遊左的合夥人。與遊佐一起聯手的真正的目的是幫組織奪回遊左準備要偷走0系光速號列車模型時在裡面偶然發現的用來把櫻花本人引出來的大筆資金，同時該大筆資金也是當初櫻花從神宮寺組裡面盜領出來、然後在安全顧慮下偷偷藏起來的。最後於遊左決定背叛之時與部下們被兩津與櫻花打倒，並遭到逮捕。
神宮寺綾乃＆神宮寺雛乃
聲：深見梨加＆井上喜久子（日本）；林美秀＆郭馨雅（台灣）
初登場於動畫版特別篇3-13（原版特別篇16）。宮原的雙胞胎姊妹。初次登場時用武装直升機來追逐兩津一行人，其目的是為了要向櫻花追討身上所持有的在澡堂裡面洗澡然後出糗被偷拍到的照片。
安潔莉娜·羅培茲（Angelina Lopez）
聲：井上和香（日本）；郭馨雅（台灣）
初登場於動畫版特別篇1-6（原版特別篇18）。兩津祖孫三代在中獎之後來到巴西旅遊時遇到的森巴女舞者。在嘉年華會場上注意到正在當場擒拿扒手的兩津勘吉，於是就對兩津祖孫三代以命令自己的手下去扒走三人的皮夾使其作為試探，在認定了三人是非常可靠的夥伴後就提出陪伴去傳說中由印加人創造的黃金鄉—厄爾朵拉杜的要求。同時也有為了要尋找15年前去黃金鄉探險、然後於寄了一張照片和地圖後就失去聯絡的父親（聲：猥瑣岡田（日本）；梁興昌（台灣））的理由。
藍寶石公主
聲：和希沙也（日本）；郭馨雅（台灣）
初登場於動畫版特別篇2-2（原版特別篇20）。身為走丟的愛犬「幸運」的飼主，與兩津同樣有著連起來的眉毛，而且長相相似。
GENIUS
聲：內藤玲（日本）；陳幼文（台灣）
初登場於動畫版特別篇2-3（原版特別篇21）。中川集團最新啟用的超級電腦。外觀為巨大的捲軸與章魚的混合體，擁有一般電腦所沒有的自我意識。會使用關西方言與他人對話，自我防衛功能是放出電流攻擊破壞者。此外也自稱自己是「大阪商人」，在兩津以上的都有賄賂，不僅支持把遊樂園花屋解體後興建巨大科技塔的計劃、然後為了更順利實現計劃就用了三成回扣金來引誘為錢而活的兩津擔任計劃的負責人，接著暗自監視兩津的動向。在那之後兩津跟銀次說「這個遊樂園有很多的恩情在」該嚴肅的話後反悔，決定斷線以阻止重機具來拆解花屋，結果激怒了超級電腦，最後與前來宣告計劃中止的兩津起衝突時，被兩津用鐵頭功撞壞了CPU，導致發生故障，只說一句「好，再會了！」後自爆身亡。
塞頓
聲：平田廣明、伊藤實華〈小學時期〉（日本）；梁興昌、郭馨雅〈小學時期〉（台灣）
初登場於動畫版特別篇2-5（原版特別篇23）。阿兩小學時代的同學，是一名動物通，小時候曾阿兩一起在隅田川的勝鬨橋上看過白鯨，後來阿兩興起靠白鯨賺大錢的念頭，過程中阿兩和塞頓重逢，並用塞頓的陶笛引來白鯨，檸檬幫牠取名為白兵衛，阿兩趁機提議設立「隅田川夢幻海洋樂園」，好讓全世界的小朋友都能見到白鯨。
土呂左門（Toro Samon）
聲：泉谷茂（日本）；陳幼文（台灣）
初登場於動畫版特別篇2-6（原版特別篇24）。原超神田壽司的大弟子，後來獨立開一間「超秋葉原壽司」，並和女兒山葵共同經營。某次遇到因沒錢吃飯餓到發昏的阿兩，並願意收留阿兩且兩人意氣投合。過去在某次電視台挑戰「一局定生死」節目時因為擔心妻子土呂常（聲：瀬尾智美（日本）；林美秀（台灣））的病情而沒能在美食品嘗達人「味見鐵人」久井道樂（聲：小村哲生（日本）；黃天佑（台灣））面前發揮出做壽司的實力，後加上妻子過世更因此讓她一蹶不振，之後每天都成天遊手好閒心中因此留下創傷而再也無法捏壽司。為讓他重新振作，夏春都同意以超神田名義，接下久井道樂的挑戰，並指定由左門出賽；阿兩為準備食材甚至在颱風天出海捕黑鮪魚，並勸說左門再次捏壽司並成功戰勝久井道樂。
土呂山葵（Toro Wasabi）
聲：時東美（日本）；郭馨雅（台灣）
初登場於動畫版特別篇2-6（原版特別篇24）。左門的獨生女，與父親左門共同經營「超秋葉原壽司」，相當尊敬並認同父親做壽司的手藝。在生意冷清狀況下受到阿兩幫助使店裡的生意越來越好，也間接影響超神田的生意。
浦島龜次郎（Urashima Kamejirou）
聲：末吉司彌（日本）；陳幼文（台灣）
初登場於動畫版特別篇3-14（原版特別篇25）。大原所長年輕時逮捕過的通緝犯，兩津應繪崎教授的發明坐時光機器回到過去幫他購買東京奧林匹克的紀念金幣，回到童年時代的兩津，也遇見自己後來的朋友，卻也因此不料卻被當時的所長，誤認為兩津就是浦島龜次郎本尊，好不容易才從所長的身邊逃回現代。但沒想到現代的所長卻因為年輕時沒逮捕到的浦島受重傷，於心不忍的兩津只好重回兒時，最終和所有好友幫助所長成功將他逮捕，讓所長免於在現代受重傷的痛苦。

### 電影版
星野莉莎（Hoshino Lisa）
聲：友坂理惠（日本）；郭馨雅（台灣）
於電影版第1作登場。與兩津同樣出生於淺草的FBI檢察官，也是一名爆破專家，身邊有著一台專門拆爆裂物的機器人Dandy。
Dandy(丹迪)（Dandy）
聲：竹本英史（日本）；不明（台灣）
於電影版第1作登場。莉莎的專門拆爆裂物的機器人。
品田虎三（Shinatora）
聲：伊東四朗（日本）；陳幼文（台灣）
於電影版第1作登場。
馬金（Ma Chin）
聲：小松政夫（日本）；黃天佑（台灣）
於電影版第1作登場。
美娜（Mina）
聲：平山綾（日本）；郭馨雅（台灣）
於電影版第2作登場。在夏威夷與阿兩認識的年輕女子，是龍平的女兒，歌聲非常好聽，喜歡開飛機。
田中龍平（Tanaka Ryuhei）
聲：渡邊正行、大浦冬華（少年時代）（日本）；陳幼文（台灣）
於電影版第2作登場。阿兩的小學同學，在本作製作出能消除颱風的飛碟「飛龍丸」，也能製造出龍捲風。
Tiger虎山（Tiger Torayama）
聲：生瀨勝久（日本）；馬國堯（台灣）
於電影版第2作登場。恐怖份子首領，綁架龍平並讓他操控「飛龍丸」襲擊日本東京，其真實身分為幼時被兩津撂倒的孩子王。
Lucky田中（Lucky Tanaka）
聲：山田俊司（日本）；傅品晟（台灣）
於電影版第2作登場。
Happy殿山（Happy Toriyama）
聲：大谷亮介（日本）；黃天佑（台灣）
於電影版第2作登場。
卡姆卡姆內藤（Kamu Kamu Naito）
聲：龜山助清（日本）；梁興昌（台灣）
於電影版第2作登場。
Duke藤堂（Duke Todo）
聲：清水宏（日本）；江志倫（台灣）
於電影版第2作登場。

### THE FINAL
塞布莉娜公主
聲：竹內順子（日本）；郭馨雅（台灣）
登場於40週年特別篇「THE FINAL」。阿塔凱王國公主，號稱為王國內著名的日本通。長相與檸檬意外的相似、也與檸檬非常投緣，且深受夏春都的喜愛。曾在檸檬的提議下，與之互換身分、由檸檬代替塞布莉娜接見日本的達官顯貴，並讓塞布莉娜在兩津的保護與帶領下，一償參觀江戶風情的淺草老街的願望。
綁匪集團
聲：神谷明(首領)＆草尾毅＆置鮎龍太郎＆森田成一（日本）；梁興昌(首領)＆黃天佑＆陳幼文＆喬資淯（台灣）
登場於40週年特別篇「THE FINAL」。企圖綁架塞布莉娜公主的綁匪集團，最後全被逮捕，臨走前因為兩津用木屐飛彈打掉綁匪集團首領手上的炸彈，綁匪集團首領聽到炸彈倒數的聲音，立即叫眾人逃走。

### 真實人物
豐臣秀吉
聲：津田健次郎（日本）；梁興昌（台灣）
初登場於動畫特別篇3-5（原版特別篇6），特別篇登場的真實歷史人物之一。初次登場時是幫信長大人提草鞋的下等平民，小名「日吉丸」。個性膽怯。但長相與體格跟兩津勘吉極為相似，因此被認識的人取了「猴子」的綽號。當阿兩來到該時空時意外成為他的替身，後來在阿兩多次幫忙下（實際上是阿兩為了他一統天下後的黃金小判約定、還有坐享其權力）多次獲得信長大人的信賴，最後如史書記載般統一日本和建立大阪城，也在無意中為現在的教科書裡寫下另類的歷史。
織田信長
聲：福本伸一（日本）；陳幼文（台灣）
初登場於動畫特別篇3-5（原版特別篇6），特別篇登場的真實歷史人物之一。根據當時的秀吉所說，他的脾氣非常不好，只要在服侍的時候一個出差錯就會隨時被拉去斬首。在阿兩當秀吉的替身之間變得相當賞識，間接地向秀吉本尊給予稱號與地位。但最後在本能寺與傳送過來的阿兩碰面引起爭執的時候被阿兩以樹枝魔法棒給傳送至恐龍時代。
今川義元
聲：不明（日本）；黃天佑（台灣）
初登場於動畫特別篇3-5（原版特別篇6），特別篇登場的真實歷史人物之一。在未修正的另一個時空裡面為於桶狹間之戰中率領兩萬大軍大敗由手下秀吉之只有率領兩千大軍的織田信長，然後統一天下的越後大將軍。之後於當秀吉替身的阿兩與本田騎機車出現在戰場後修正成原來的歷史。
明智光秀
聲：不明（日本）；梁興昌（台灣）
初登場於動畫特別篇3-5（原版特別篇6），登場於動畫版特別篇3-5(原版第131集)。特別篇登場的真實歷史人物之一。率領大軍來到本能寺外，性格看似很膽怯的年輕將軍。一開始一直在猶豫不決是否要攻進去，但當參謀看到裡面發生的大火時以為自己是很幸運的人就決定進攻，巧合地成為歷史上有名的「本能寺之亂」事件。
石原慎太郎
聲：不明（日本）；黃天佑（台灣）
初登場於動畫特別篇3-6（原版特別篇8），本作裡現存的真實登場人物之一，播出的當時剛上任東京都知事。當兩津手工製作的其中一個仿真翼手龍塑膠模型被颱風給襲擊，整體吹到東京都廳裡面自己的房間的時候，當場啞口無言。
清原和博＆卡爾·劉易斯＆野茂英雄＆伊達公子＆岩崎恭子
聲：松野太紀(清原)＆森訓久(卡爾)（日本）；梁興昌(清原/卡爾/野茂)＆林美秀(伊達/岩崎)（台灣）
初登場於動畫版為第43集（原版第43集）。龜有南商店街聯合會會長於棒球大賽時請來的職業級體育選手們與龜有商店街對打。除以上選手以外還有以下幾位有登場（前園真聖＆麥可·喬登＆貴乃花光司＆）等。
坂本龍馬
聲：不明（日本）；黃天佑（台灣）
初登場於動畫版為第292集（原版第295集）。日本明治維新志士，在一次幕末人物展覽的騷動中「下凡」訪問現世的日本，與年輕時的兩津為吉相識。
勝海舟＆西郷隆盛＆伊藤博文＆井伊直弼
聲：不明（日本）；黃天佑＆梁興昌＆陳幼文＆梁興昌（台灣）
初登場於動畫版為第292集（原版第295集）。在一次幕末人物展覽的騷動中「下凡」訪問現世的日本，並讚嘆現世日本的繁榮與進步。
秋本治
聲：竹本英史（日本）；陳幼文（台灣）
初登場於動畫版為第125集（原版第129集）。漫畫家，也是本作《烏龍派出所》作者本人。在某一次要趕緊搭飛機到沖選島時，不小心撞到所長大原大次郎介紹相親對象要到北海道的兩津勘吉，結果造成機票互換；而是作者在動畫版的串場。
高松信司／妻方導演
聲：高松信司（日本）；梁興昌（台灣）
初登場於動畫版為第99集（原版第100集）＆第242集（原版第245集）的末尾以真人樣貌登場，並告知阿兩和星逃田節目時間不夠而將星逃田的戲份剪掉。
在動畫版為第161集（原版第163集）以妻方導演身分登場，為愛野神女的漫畫《三部曲》改編成動畫時的總導演，對於阿兩把贊助商出的商品放入該新出的動畫做「置入性行銷」的構想感到既無奈又懊悔。名字的由來取自於當時監督此動畫的導演高松信司，連長相和髮型刻意弄得很相似。

## 註解
1. ↑  原文中英文部分的讀音應該解讀成「Profiling刑事」，但台灣引進時不知為何就翻譯成現在的名字。
2. ↑  利用玩具鈔票做誘餌，然後用擴音器大叫著：「是誰在這裡掉的錢啊？」把阿兩吸引來，再用竹籠或鐵鐘落下來捉住阿兩。
3. ↑  神奈川縣江之島三浦海岸（英语：Miura Coast），該地方有些與夏威夷相似。
4. ↑  該預定地實際上是位於岩石海岸邊的一片冰原，價值500萬日圓整。
5. ↑  該地標榜離小學十分鐘，但因坡度回程需一小時，另因位於縣界故需繳二份固定資產稅，位於狩獵區所以會有獵人來開槍打獵。
6. ↑  妻方兩字用日文平假名書寫是高松的反位字（つまかた→たかまつ），該導演於初次監督第一部動畫時就有用過這筆名。